# Frauenkirche (Dresden)

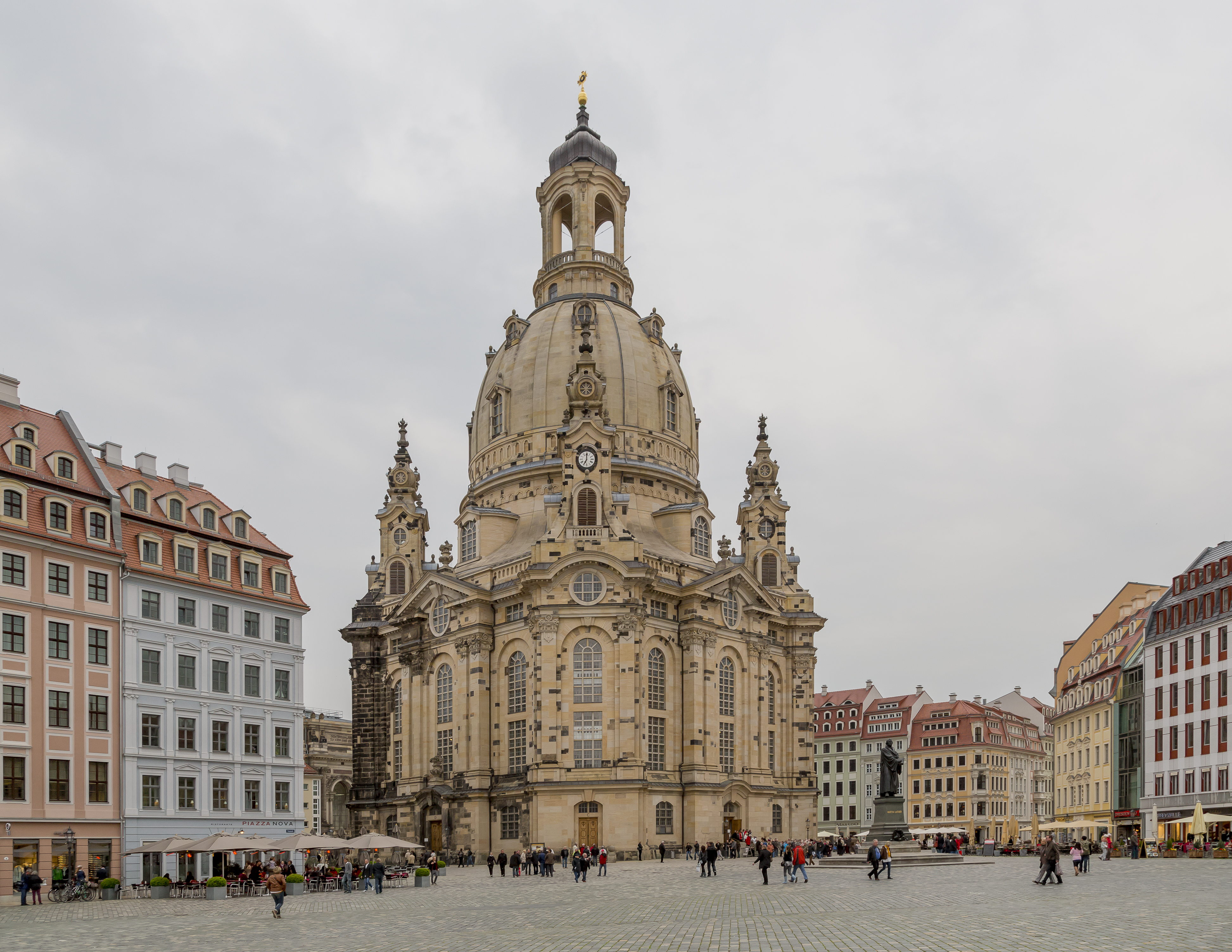
Frauenkirche Dresden

Die Frauenkirche (offiziell: Kirche Unserer Lieben Frauen) ist ein evangelischer Sakralbau am Neumarkt in Dresden. Der 91 Meter hohe Kuppelbau wurde 1726 bis 1743 durch den Rat der Stadt von George Bähr geschaffen. Nach der Zerstörung 1945 blieb die Frauenkirche eine Ruine, bevor sie 1993 bis 2005 wiederaufgebaut wurde. Sie gehört zu den bekanntesten Sehenswürdigkeiten der Stadt und zu den bedeutendsten Bauwerken des Barock.

## Geschichte

### Übersicht
Die Dresdner Frauenkirche, eigentlich Kirche Unserer Lieben Frauen – der Name bezieht sich auf die Heilige Maria –, ist das prägende Gebäude des Neumarkts. Sie gilt als prachtvolles Zeugnis des protestantischen Sakralbaus, besitzt eine der größten steinernen Kirchenkuppeln nördlich der Alpen und zählt zu den größten Sandsteinbauten der Welt. Der evangelisch-lutherische Kirchenbau wurde von 1726 bis 1743 nach einem Entwurf von George Bähr im Auftrag des Rates der Stadt errichtet und wurde zu einem Emblem sowohl des Dresdner Barocks wie auch der berühmten Stadtsilhouette. Von Anfang an war die Frauenkirche aber auch mit gravierenden statischen Mängeln behaftet, welche nie richtig behoben werden konnten. Am Ende des Zweiten Weltkriegs wurden ihre wichtigsten tragenden Teile während der Luftangriffe auf Dresden in der Nacht vom 13. zum 14. Februar 1945 durch die Hitze des in Dresden wütenden Feuersturms so geschwächt, dass sie am Vormittag des 15. Februar ausgebrannt in sich zusammenbrach. Zu Zeiten der DDR blieb die Ruine erhalten und wurde als Mahnmal gegen Krieg und Zerstörung belassen.
Nach der Friedlichen Revolution in der DDR begannen Anfang 1993 die Enttrümmerung und ab 1994 der Wiederaufbau des Kirchbaus. Die 2005 abgeschlossenen Arbeiten wurden überwiegend von Fördervereinen und Spendern aus aller Welt finanziert, darunter den US-amerikanischen „Friends of Dresden“. Am 30. Oktober 2005 fand in der Frauenkirche ein Weihegottesdienst und Festakt statt. Aus dem Mahnmal gegen Krieg und Gewalt wurde nun ein Symbol der Versöhnung. Im Umfeld der Frauenkirche entsteht seitdem auf Initiative der Gesellschaft Historischer Neumarkt Dresden (GHND) der Neumarkt wieder, mit mehreren Rekonstruktionen von Bürgerhäusern. Erst dadurch ist wieder ein barockes Bauensemble von hohem Rang entstanden. Der Platz An der Frauenkirche, in dessen Zentrum die Kirche steht, ist als Nebenplatz des Neumarkts wieder räumlich erfahrbar.

### Vorgeschichte
Es wird vermutet, dass der früheste Frauenkirche-Bau eine Missionskirche aus Holz war und kurz nach dem Jahr 1000 errichtet wurde. Chronisten des 17. und 18. Jahrhunderts gaben eine Gründung um das Jahr 1020 an. Nach einer slawischen Überlieferung wurde die Frauenkirche durch Přibislav (wahrscheinlich der Hofkaplan des böhmischen Herzogs Oldřich) am 8. September, dem Festtag Mariä Geburt, geweiht. Von diesem Bau liegen jedoch keine archäologischen Zeugnisse vor. Im späten 12. Jahrhundert wurde an der Stelle der heutigen Frauenkirche eine kleine romanische Steinkirche erbaut, die ebenfalls der Mutter Gottes geweiht war und folglich auf Mittelhochdeutsch Kirche zu unser liuben Vrouwen hieß. Von dieser Kirche wurden bei Grabungen Wandreste gefunden, deren Datierung aber nicht zweifelsfrei festgestellt werden konnte.
Im 14. Jahrhundert wurde die romanische Kirche mit einem neuen Sakralbau im Stil der Gotik umbaut. Er erhielt 1477 eine Choranlage im Stil der Spätgotik und 1497 seinen bis zum Abbruch 1727 letzten Dachreiter. In der Reformation fiel das Kirchengebäude aus dem Mittelalter an die nun lutherische Gemeinde der Stadt. Bis dahin war sie die einzige Stadtkirche mit Sitz des Erzpriesters des Archidiakonats des Bistums Meißen. Unter anderem wurde in ihrer Vorhalle Heinrich Schütz bestattet. Anfang des 18. Jahrhunderts wurde das Gebäude baufällig und reichte für die wachsende Zahl der Gottesdienstbesucher nicht mehr aus. Da der Bau der Bährschen Frauenkirche neben der gotischen Frauenkirche begann, konnte der Gottesdienst während der Bauarbeiten am Neubau aufrechterhalten werden. Erst als die alte Frauenkirche den Weiterbau des Bährschen Baus behinderte, wurde sie 1727 abgetragen. Auch der die Kirche umgebende Frauenkirchhof wurde bis 1727 säkularisiert.

### Bau durch George Bähr 1726–1743

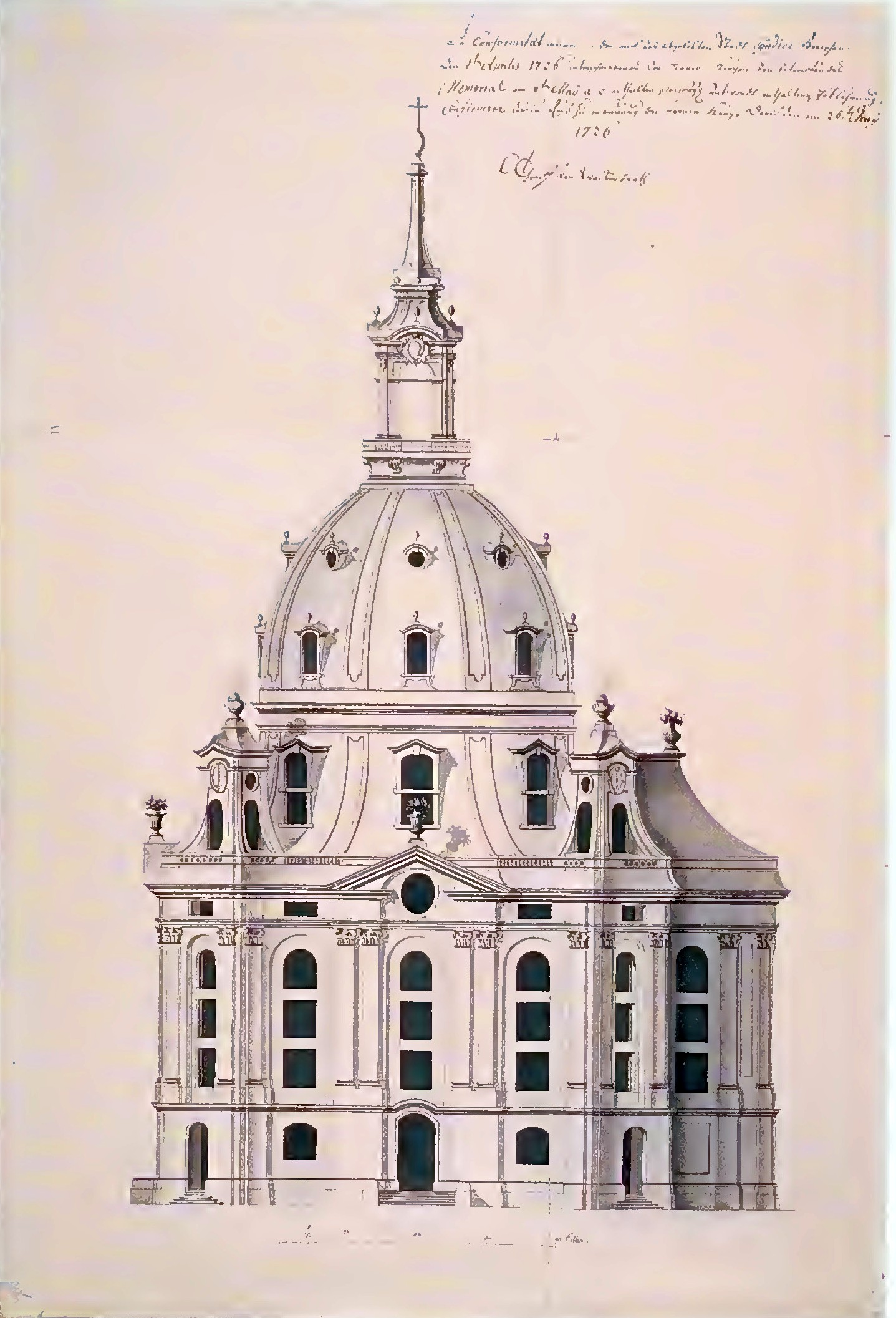
Entwurf von George Bähr

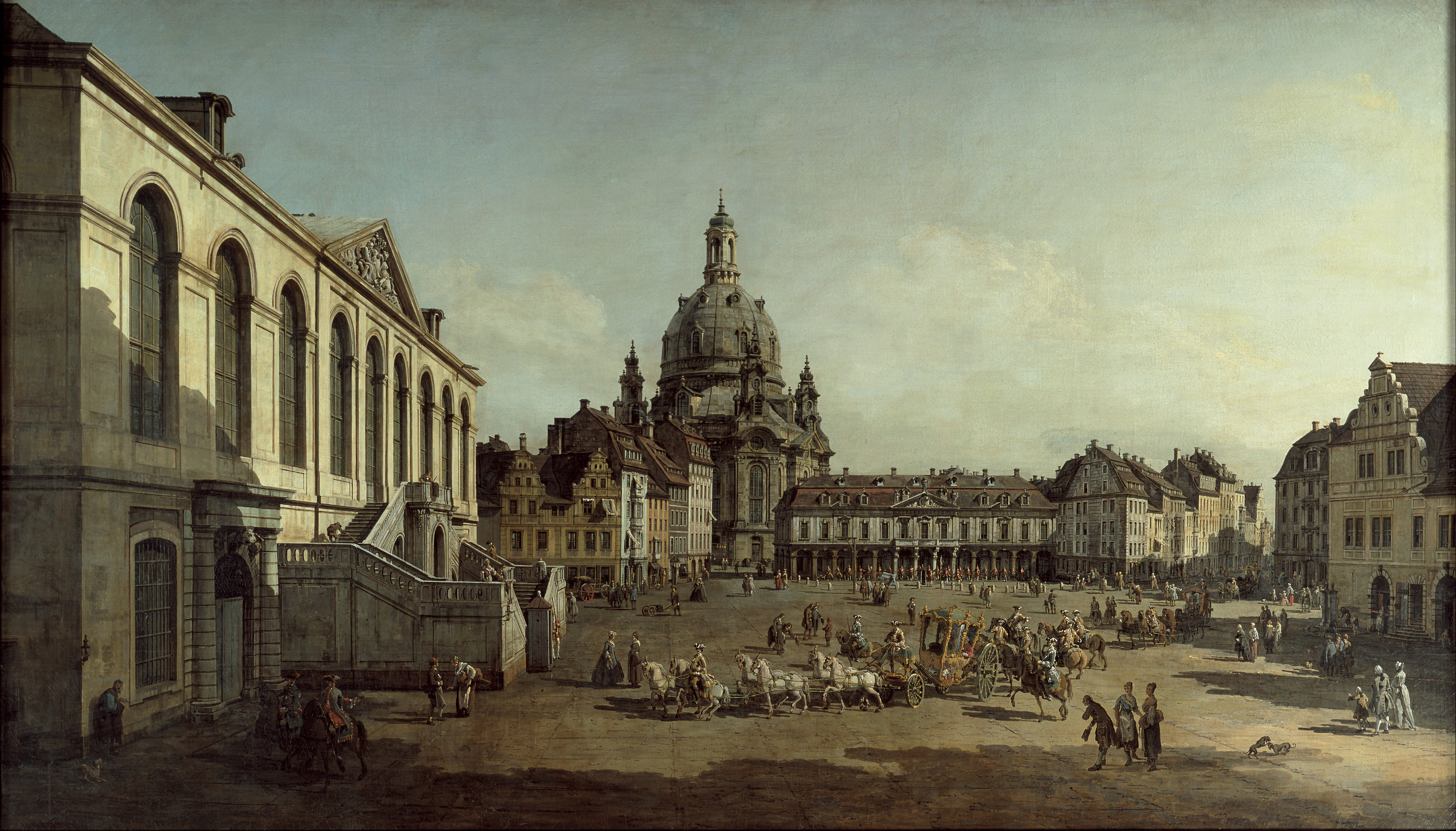
Bernardo Bellotto, gen. Canaletto: Der Neumarkt in Dresden vom Jüdenhofe aus (1749)

Der Rat der Stadt Dresden beschloss 1722, eine neue Kirche zu bauen. Er beauftragte den Architekten und Ratszimmermeister George Bähr mit der Planung. Diese, aus der mehrere Entwürfe hervorgingen, dauerte vier Jahre, bis die Stadt am 26. Juni 1726 seinen Entwurf genehmigte. Aufgrund der Enge am Neumarkt betrachtete man einen hohen Zentralbau als die geeignetste Lösung. Die Wallfahrtskirche Maria Hilf von Giovanni Antonio Viscardi bei Neumarkt in der Oberpfalz diente für die Pläne der Kirche als ein Vorbild. Am 26. August 1726 wurde der Grundstein gelegt, wobei Superintendent Valentin Ernst Löscher predigte, und bis 1743 entstand ein barocker Neubau. Er kostete 288.570 Taler, 13 Groschen und 64,4 Pfennige, die vorwiegend aus Spenden der Dresdner Bürger stammten. Diese waren eigentlich für die Ansiedlung der Salzburger Protestanten in Sachsen bestimmt, die wegen ihres Glaubens vertrieben worden waren. Inzwischen waren jene der Einladung des Königs von Preußen gefolgt und zogen durch Sachsen. Die Spendengelder wurden ihnen aber nicht ausgehändigt, sondern zum Bau der Frauenkirche zweckentfremdet. Am Sonntag Sexagesimae, 28. Februar 1734, wurde der Innenraum der noch unvollendeten Kirche mit einer Festpredigt von Superintendent Löscher und Musik von Theodor Christlieb Reinhold feierlich in Gebrauch genommen. Die Außenkuppel sollte nach Bährs ursprünglichen Plänen aus Holz bestehen und mit Kupfer verkleidet werden. Bähr schlug gegenüber dieser kostspieligen Variante später eine Steinkuppel vor, von der er sich eine großartigere Wirkung versprach, und setzte diese mit Unterstützung Augusts des Starken durch. August schwärmte von Venedigs Kuppelkirche Santa Maria della Salute, die an der Einmündung des Canal Grande in die Lagune steht und das Stadtbild dominiert. Bähr war allerdings nie im Ausland, wo er Kuppelbauten hätte studieren können, z. B. in Italien.
Longuelune kritisierte zusammen mit seinem Schüler Knöffel den barocken Entwurf von George Bähr für die Frauenkirche. Ab 1726 konnte sich George Bähr den barock-klassizistischen Einwänden von Longuelune und Knöffel an der Dresdner Akademie nicht mehr widersetzen. Diese forderten von der Frauenkirche, die als „Schwester der Santa Maria della Salute“ Venedigs konzipiert wurde, dass deren Kuppel im Stil des klassizistischen Barock Frankreichs „mehr oval und dadurch besser in die Höhe gebracht werden“ solle. Bähr legte 1728/1729 aber nochmals einen Plan vor, der einen steinernen Kuppelanlauf und eine hölzerne Kuppel beinhaltete. Selbst der Grundriss und Innenausbau stammte von Knöffel. George Bähr starb 1738. Als sein Nachfolger galt lange sein Schüler Johann George Schmidt. Durch neuere Forschungen weiß man jedoch, dass im Gegensatz zu der in der Literatur verbreiteten Ansicht George Friedrich Winckler in das Amt Bährs berufen wurde und den Bau zu Ende führte. Der einzige Teil der Frauenkirche, der von klassizistischen Einflüssen freiblieb, war der Altarraum, der von den Bildhauern Benjamin Thomae und Johann Christian Feige mit Bildhauerarbeiten versehen wurde.
1733 wurde der Bau der Steinkuppel vertraglich vereinbart. Schon 1738 stellte das Oberbauamt Risse in der Kuppel, in den Hauptbögen sowie in den Gewölben fest. Hingegen befand man die Fundamente als in Ordnung. Erst 1741 konnte mit dem Bau der Laterne begonnen werden. Am 27. Mai 1743, knapp fünf Jahre nach dem Tod George Bährs, vollendete das Aufsetzen eines Kuppelkreuzes schließlich den Monumentalbau. Löscher hatte das Kreuz gegen die Pläne Bährs, der einen Obelisken (Pyramide) als Bekrönung vorgesehen hatte, und die Forderung Brühls, mit einem A-ähnlichen Obelisken die Herrschaft Augusts des Starken zu symbolisieren, durchgesetzt. Gaetano Chiaveri, der Architekt unter anderem der Katholischen Hofkirche in Dresden und ein versierter Statiker war, begutachtete zuvor die Standfestigkeit der Kuppel des Petersdoms in Rom und plädierte infolge seiner Erkenntnisse vehement für den Abriss der Bähr’schen Steinkuppel. Er argumentierte, das Tragwerk sei für das Gewicht einer Holzkuppel dimensioniert und die Steinkuppel für dieses zu schwer.
Die Dresdner Frauenkirche gehörte zu den bedeutendsten protestantischen Sakralbauten des deutschen Barocks. Der Zentralbau von Bähr trug eine ganz aus sächsischem Sandstein gefertigte Kuppel. Die Dresdner Kuppel faszinierte vor allem auch durch ihre konkave (nach innen gewölbte) Form im unteren Teil, die an eine Glocke erinnerte. Diese war einzigartig auf der Welt und brachte dem Gebäude den Namen „die Steinerne Glocke“ ein. Ihre enorme Last ruhte, was von Bähr nicht in dem Maße beabsichtigt war, hauptsächlich auf acht Pfeilern im Innenraum, die zur Lenkung des Drucks des Kuppelgewölbes gegen die Ecktürme etwas enger zu den Diagonalen als zu den Hauptachsen standen und so eine Kreuzform andeuteten.
Die Außenmauern bildeten einen annähernd quadratischen Grundriss, der vom halbrunden Chor durchbrochen wurde. Die – in Bährs ersten Entwürfen für eine Kirche mit Holzkuppel noch nicht vorhandenen – Treppentürme in den Ecken dienten als Widerlager für die Steinkuppel und führten zu Emporen zwischen den Pfeilern. Auf den Treppentürmen ist eine Treppenturmbekrönung mit ihren Flammenvasen zu sehen. Die den Treppentürmen aufgesetzten Glockentürme sollten mit ihrem Gewicht das Standmoment erhöhen. In Erwartung einer hohen Beanspruchung der Pfeiler ließ Bähr diese aus doppelt so hohen Steinen, wie sie in den Außenwänden genutzt wurden, errichten, um die Anzahl der Fugen zu reduzieren. Jeder Pfeiler setzte sich nach außen hin in je zwei, in etwa radial angeordneten Wandscheiben fort. Diese bildeten zusammen mit dem Pfeiler in der Draufsicht ein „Y“. Bähr nannte diese Anordnung „Spieramen“. Im Sinne seines statischen Grundkonzepts, dass der Kraftfluss im Groben der Form einer Pyramide folgt, wollte er weiterhin auch die Außenmauern an der Lastaufnahme beteiligen. Vor dem Chor lag eine doppelte geschwungene Treppe mit einem Lesepult in der Mitte, dahinter ein monumentaler Barockaltar, der vom Orgelprospekt gekrönt wurde. Aufgrund akustischer Probleme wurde 1738 eine zweite Kanzel am linken Pfeiler des Chorraums über der Treppe aufgestellt. Die Bänke innerhalb des Kuppelraums waren konzentrisch auf einen Punkt zwischen Lesepult und Altar ausgerichtet, die sie zwischen und hinter den Pfeilern umschließenden Bänke auf die Raummitte. Das betonte den schon in der Architektur angelegten doppelten Schwerpunkt von Raumzentrum und Chor zusätzlich. Die Proportionen, die sehr hohen Pfeiler und hohen, schmalen Fenster erinnerten an gotische Kathedralen.
Die Frauenkirche hatte eine Gesamthöhe von 91,23 Metern. Hinzu kommen die Fundamente, die etwa 7 m unter die Geländeoberfläche reichten. Die Kirche war 41,96 Meter breit und 50,02 Meter lang. Die Außenkuppel begann in einer Höhe von etwa 40 Metern, und die Laterne – der Kuppelaufsatz – öffnete sich in luftiger Höhe von 62 Metern über dem Neumarkt von Dresden. Die gemauerte und mit 24 stehenden Rippen verstärkte Steinkuppel hatte unten einen Außendurchmesser von 26,15 Metern, oben von etwa 10 Metern, eine Wandstärke von 2,30 Metern (unten) bis zu 1,30 Metern (oben) und wog, je nach Quellenangabe, etwa 9000 bis 12.000 Tonnen. Sie umhüllte eine weitere, dünnschalige Kuppel. Eine Laufbahn („Eselsgang“) mit zweieinhalb Windungen führte zwischen beiden Kuppeln mit einer Steigung von 14 % zur Laterne hinauf, sie diente beim Bau dem Steintransport mit Hilfe von Fuhrwerken.

### Nachgeschichte

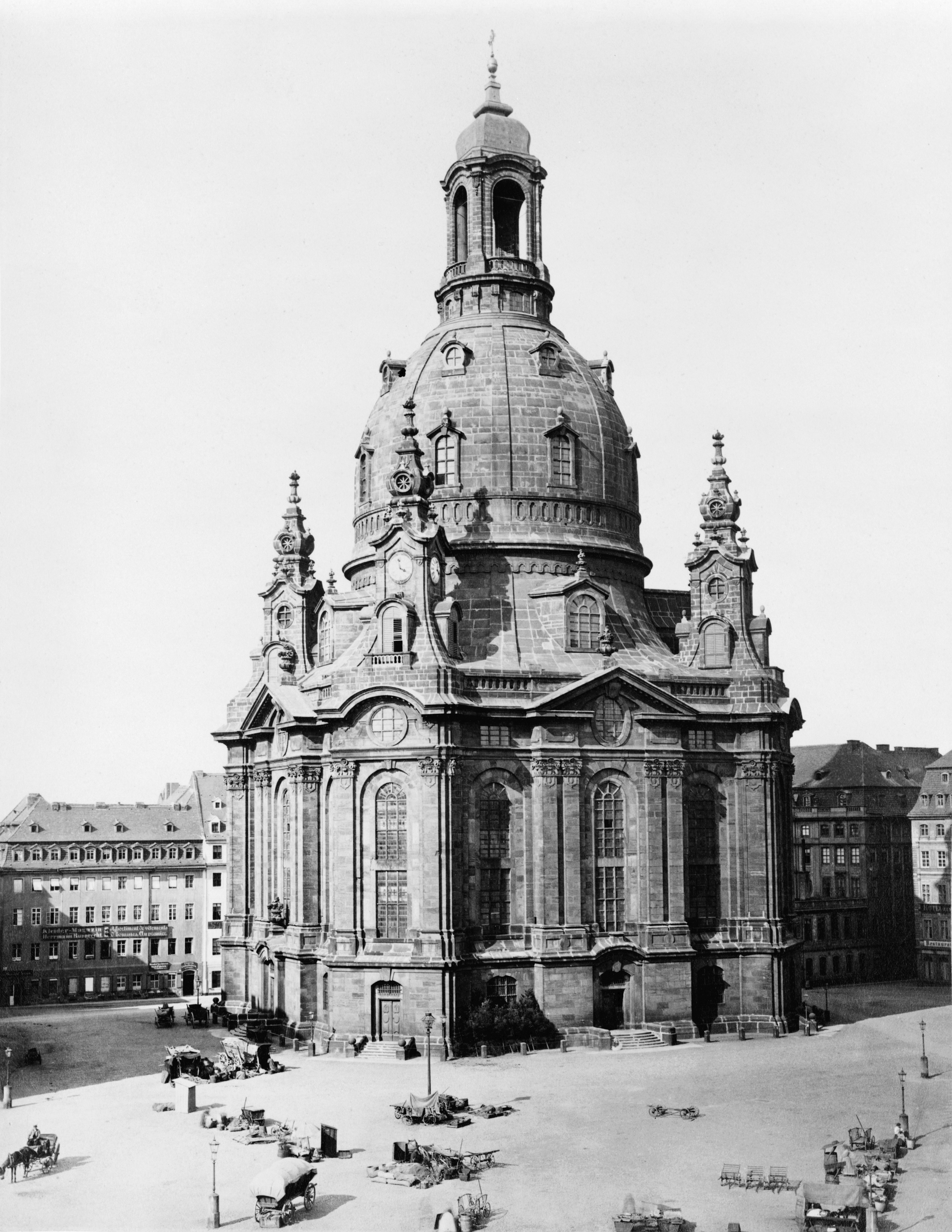
Frauenkirche um 1870

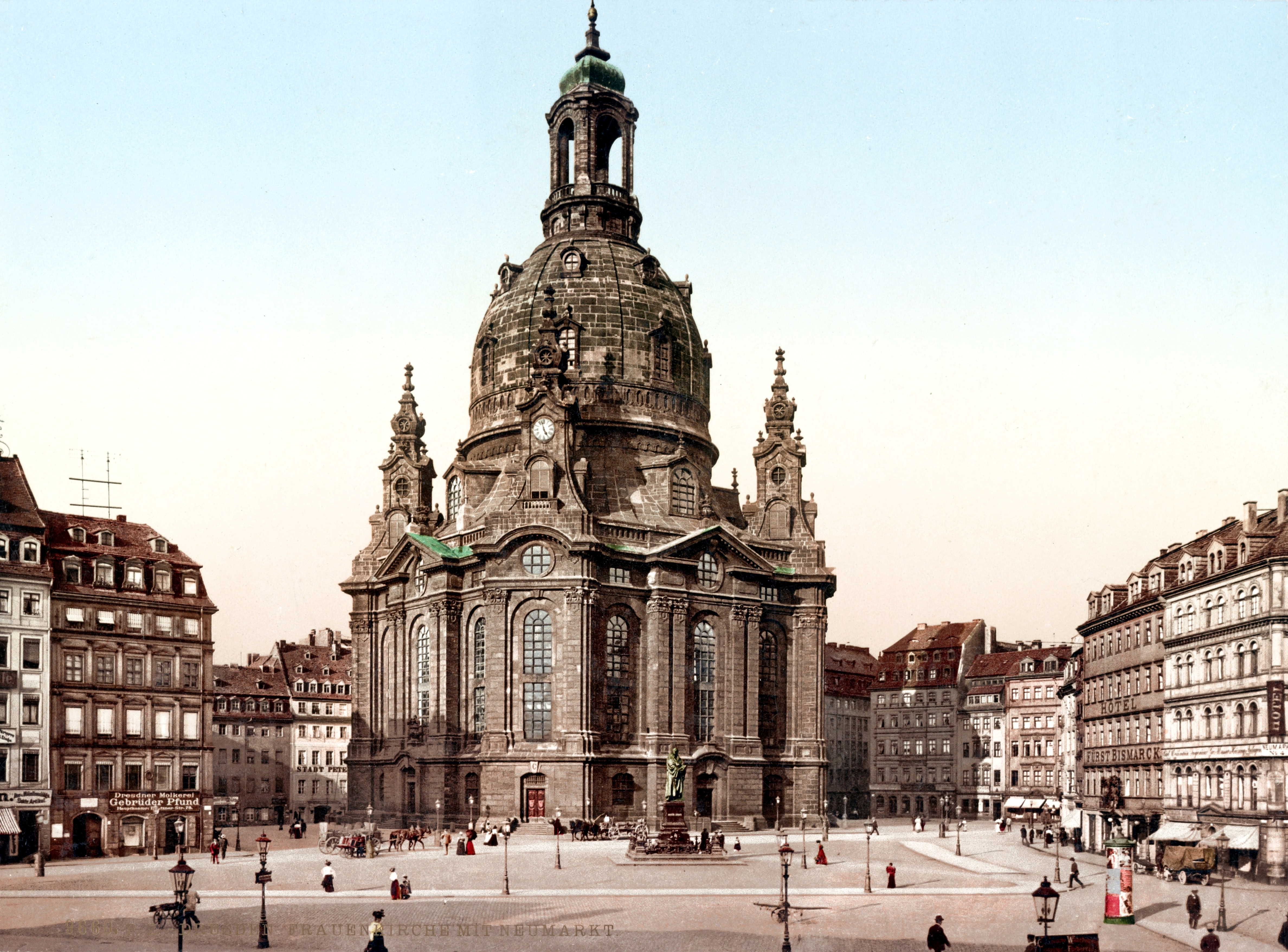
Frauenkirche um 1900

Altar und Orgel 1903

Mängel bei der Konstruktion und Ausführung des Kirchbaus verursachten immer wiederkehrende Reparaturen, die vor allem mit dem Gewicht der massiven Steinkuppel zusammenhingen. Diese für sich allein war von Bähr – eher intuitiv – prinzipiell richtig konstruiert worden. Jedoch mussten die acht Innenpfeiler im Kirchenschiff entgegen der Meinung George Bährs, der auch von einer Lastverteilung über die Außenmauern ausging, ihre Hauptlast aufnehmen. Matthias Lugenheim gibt in seiner Promotion folgende Massen an: Kuppel inkl. Laterne 7770 Tonnen, Tambour (der zylindrische Teil zwischen dem gekrümmten Bereich der Kuppel und dem Kuppelanlauf) 3290 Tonnen, Kuppelanlauf 3480 Tonnen. Im Falle einer gelungenen Lastverteilung im Sinne George Bährs wären davon lediglich 23 % auf den acht Innenpfeilern liegengeblieben. Trügen diese die Hauptlast und würden lediglich Teile des Kuppelanlaufs auf Spieramen und Außenwänden lasten, müssten die Pfeiler hingegen 76 % der über ihnen befindlichen Baumasse aufnehmen. In dem Fall wäre jeder Pfeiler mit etwa 1382 Tonnen belastet.
Für die Innenpfeiler war zudem zu weicher Sandstein und schlechtes Fugenmaterial benutzt worden. Man wählte diesen weicheren Cottaer Sandstein (Druckfestigkeit nach heutiger Norm DIN EN 192 gut 11 % niedriger als die des härteren Postaer Sandsteins) zur leichten Bearbeitbarkeit für die Steinmetzarbeiten an den Kapitellen, was aber für die Belastbarkeit der Pfeiler fatal war. Des Weiteren waren, von Bähr beabsichtigt, die Fugen in der Pfeilermitte dicker als in den Außenbereichen. Gerade die Außenpartien, die dadurch den größeren Lastanteil trugen, wurden dann durch die Hitze des Brandes von 1945 am meisten geschwächt. Beim Abbruch der Reste eines eingestürzten Pfeilers stieß man in seinem Innerem auf bis zu 8 Zentimeter starke Fugen und minderwertiges Steinmaterial – eine Folge des Kostendrucks, dem Bähr ausgesetzt war. Hinzu kam, dass die Pfeiler nicht mittig auf ihren Fundamenten standen. Der dadurch entstandene einseitige Druck verformte den dort ohnehin hoch belasteten Baugrund zusätzlich. Der Druck des Kuppelhalses führte zu Stauchungen der Pfeiler und somit zu einem verminderten Zusammenwirken der einzelnen Tragglieder der Kirche. Der entstandene Schub auf die Hauptgesimszone ließ Risse in den Kapitellzonen der Pfeiler und in den Spieramen entstehen. Zudem kam die Kuppellast außermittig, etwa 90 Zentimeter neben der Pfeilermitte in Richtung Kircheninneres, auf den Pfeilern an. (D. h. wäre der Durchmesser der Kuppel ca. 1,8 Meter größer, würde sie mittig auf den Pfeilern ruhen.) So aber entstanden asymmetrische Belastungen der Pfeilerköpfe und infolgedessen Kantenpressungen von bis zu 13 N/mm², denen der weiche Sandstein nicht gewachsen war. 1735, nur ein Jahr nach der Weihe der Frauenkirche, mussten die Pfeiler mit Eisenklammern und Verputz instand gesetzt werden. Beim Bau der Kuppel bis 1736 wurden vier Ringanker aus einfachem Schmiedeeisen (das etwa dem heutigen St 33 entspricht) mit einem Querschnitt von 4 cm × 4 cm bis 5 cm × 9 cm eingezogen, um deren Stabilität zu erhöhen. Diese waren von Bähr intuitiv an den richtigen Stellen platziert worden, konnten jedoch mit den damaligen Mitteln nicht nennenswert vorgespannt werden, so dass sie erst nach einem erheblichen Auseinandertreiben der Kuppel gestrafft wären, was sie ja verhindern sollten. Allenfalls konnten solche Anker damals durch Einbau in erwärmtem Zustand etwas vorgespannt werden. Die formschlüssige Verbindung der Enden der Ankerteile (siehe Bild) lediglich durch eingeschlagene Eisenkeile verursachte zudem Schlupf. Die in den 1990er Jahren geborgenen Kuppel-Ringanker waren gedehnt. Das heißt, sie waren unterdimensioniert. Bähr erwog, auch noch in Höhe des Hauptgesimses einen Ringanker einzuziehen – es kam jedoch nicht mehr dazu.
Eine weitere Schwachstelle der Konstruktion der alten Kirche war die horizontale Anordnung der Mauerwerksfugen in den Spieramenköpfen. Dadurch wurden die Fugen in diesem Bereich des Altbaus nicht nur auf Druck, sondern auch auf Scherung beansprucht. Beim Wieder-/Neuaufbau wurden die Fugen schräg angeordnet, von unten innen nach oben außen verlaufend.
Während des Siebenjährigen Krieges beschoss die Artillerie der preußischen Armee die Kuppel. Diese hielt dem Beschuss ohne strukturelle Schäden stand, so dass Bährs angezweifelte Konstruktion an Vertrauen gewann. Die Kriegshandlungen ließen erst 1765 eine Reparatur zu. Wieder wurden die Pfeilerschäfte durch Klammern und Bandagen gesichert, um eine weitere Senkung der Kuppel zu verhindern. 1820/21 wurde die erste Außensanierung durchgeführt, bei der Pflanzen entfernt, das Mauerwerk neu verfugt und teilweise lose Steine gesichert wurden. Durch die – ohnehin schwer abzudichtenden – Fugen der Sandsteinplatten des Schleppdachs (Kuppelanlauf) drang immer wieder Wasser in die Bausubstanz ein. Durch das Absinken und Auseinandertreiben der Kuppel sowie das Ausweichen der Wände nach außen wurde die Rissbildung begünstigt. Man versuchte, das Problem durch das nachträgliche Anbringen von Blechen zur Wasserableitung zu entschärfen. Dieses Eindringen von Feuchtigkeit und die mangelnde Beheizung der Frauenkirche schadeten auch dem Holzbestand, der 1844 zum Teil erneuert werden musste. Weitere Sanierungen folgten unter anderem 1861, jedoch wurde das Grundproblem der ständig auseinandertreibenden und absinkenden Kuppel nicht gelöst. Die Innenpfeiler, eigentlich aus reinem Sandstein bestehend, mussten, vor allem an den Kapitellen, immer mehr durch den Einbau von fremdem, härterem Material unterstützt werden. Dazu kamen häufige Reparaturen an den Pfeilerschäften, weil diese aus dem Lot gerieten.
Im Mai 1902 platzte bei einem Blitzeinschlag in einen Eckturm Putz von einem Pfeiler ab. Es kam mürber Sandstein zum Vorschein. Dieser wurde durch hartgebrannte Ziegel ersetzt und die beiden den Altarraum flankierenden Innenpfeiler mit Eisenbandagen umgürtet. 1924 waren Steine aus der Kuppel gefallen. Die Bauaufsicht sperrte die Kirche. Aus einem Kapitell waren zig Zentimeter große Steinteile herausgeplatzt. Morsches Holztragwerk einiger Emporen wurde 1929 durch Stahlkonstruktionen ersetzt. Besonders ab 1930 wurden die Pfeiler, die zu bersten drohten, mit weiteren Stahlbändern stabilisiert. Solche Bänder wurden bei der Trümmerberäumung wiedergefunden; bei Pfeiler G war teilweise jede Steinlage mit einem Band umgürtet. Des Weiteren setzte man vielfach Stahlanker ein, deren Wirkung jedoch gering war, und eröffnete die Kirche 1932 wieder. Am 27. August 1933 wurde mit einem schlichten schwarzen Kreuz im Fußboden der Frauenkirche ein Denkmal des Architekten Oskar Menzel für die im Ersten Weltkrieg gefallenen Soldaten eingeweiht. Dieses Mahnmal wurde beim Wiederaufbau der Kirche nicht wiederhergestellt.
1937 drang nach starken Regenfällen Wasser durch die Außenkuppel. Im Tragwerk unter ihr und in der innenliegenden, dünnwandigen Kuppelschale entdeckte man gefährliche Risse. So sperrte die Baupolizei die Kirche 1938 erneut. Nun versuchte man das Problem, das ständige Reparaturen notwendig machte, grundsätzlich anzugehen. Der Dresdner Statik-Professor Georg Rüth erstellte ein Schadensgutachten. Er meinte, die Auflagefläche der Pfeilerfundamente sei zu klein, sie würden deshalb zu sehr in den Baugrund absinken. Deshalb setzte man geneigte und nach unten gewölbte Gurtbögen aus Stahlbeton zwischen den acht Pfeilerfundamenten ein und spannte diese mit horizontal wirkenden Pressen vor. Der damit erzielte, resultierende Anpressdruck auf den Baugrund war aber relativ gering. Die zusätzlichen Auflageflächen wären erst bei einem geringfügigen, weiteren Absinken der Fundamente wirksam geworden. Die Außenkuppel wurde durch drei innenliegende Stahlbetonringanker vor dem weiteren Auseinandertreiben geschützt. Die einzelnen Glieder wurden fest miteinander verbunden und vor dem Auseinandertreiben bewahrt. Diese Arbeiten waren die letzte Instandsetzung der Frauenkirche vor ihrer Zerstörung. Das änderte jedoch wenig an der Überbeanspruchung der Pfeiler selbst, vor allem im Bereich der Kapitelle. Denn die Außenwände und äußeren Spieramenteile, die einen erheblichen Anteil des Kuppelgewichts aufnehmen sollten, waren durch die unterschätzten, horizontal und schräg wirkenden Kräfte des Kuppelgewölbes schon lange zuvor nach außen gedrückt und durch etliche Risse, die Georg Rüth in seinem Rissbild dokumentierte, von den Innenpfeilern abgetrennt worden. Die Außenwände konnten dadurch nur noch stark vermindert zu einer Entlastung der Pfeiler beitragen. Die Risse wurden mit Zementinjektionen verfüllt. Auch Rüths Maßnahmen konnten keine Verlagerung der Lasten von den Pfeilern nach außen bewirken; jedoch galt die Kirche nun nicht mehr als einsturzgefährdet und konnte am 1. Advent 1942 wiederum eingeweiht werden. Die Innenraumrenovierung zog sich dann noch bis 1943 hin. Beim späteren Wiederaufbau vorgenommene Messungen ergaben allerdings, dass die Pfeilerfundamente der eingestürzten Kirche – im Gegensatz zur Annahme von Georg Rüth – nur unwesentlich abgesackt waren. Vielmehr führten Stauchungen in den überbeanspruchten Pfeilern zum Absinken der Kuppel und zu den Rissen im Traggefüge.
Seit der Reformation nutzte eine evangelisch-lutherische Gemeinde die Kirche. Von 1930 bis 1937 war Hugo Hahn, Superintendent des Kirchenbezirks Dresden-Land, als Pfarrer in der Frauenkirche tätig. Der Pfarrer und die Gemeinde gehörten zur Bekennenden Kirche, die sich 1934 im Zuge des Kirchenkampfes in Abgrenzung zu den Deutschen Christen (DC) gegründet hatte. Pfarrer Hahn nahm kritische Positionen zum Nationalsozialismus ein und wurde am 12. Mai 1938 von der Gestapo aus Sachsen ausgewiesen, nachdem er eine Kanzelabkündigung zur Bedrohung des christlichen Glaubens durch die Nationalsozialisten verfasst hatte. Ab diesem Zeitpunkt bis 1945 wurden ausschließlich Pfarrer der Deutschen Christen in der Frauenkirche eingesetzt. Superintendent Arthur Schuknecht (DC) wurde 1942 von Superintendent Max Krebs (DC; * 4. Februar 1885 in Rochlitz) abgelöst. Krebs galt als radikalerer Vertreter der Deutschen Christen und bekennender Nationalsozialist. 1945 wurde Max Krebs von der sowjetischen Besatzungsmacht verhaftet, galt danach als verschollen und wurde 1972 vom Kreisgericht Dresden-Mitte für tot erklärt. In der Zeit des Nationalsozialismus erlangte die Frauenkirche zusätzliche Bedeutung durch die Bestrebungen der „Deutschen Christen“, sie zu einem Zentrum des deutschen Protestantismus nationalsozialistischer Prägung zu erklären. Zu diesem Zweck wurde sie von ihnen als Dom bezeichnet, ein Begriff, dessen Gebrauch sich auch noch 1945 nachweisen lässt.

### Zerstörung 1945
Nach den drei Luftangriffen auf Dresden durch Bomber der britischen RAF und der US-amerikanischen USAAF am 13. und 14. Februar 1945 brannte die Frauenkirche vollständig aus. Einige Fenster waren zugemauert worden, die anderen wurden durch am Neumarkt einschlagende Sprengbomben beschädigt oder barsten durch die extreme Hitze. Die Frauenkirche war dem Feuersturm, der im Stadtzentrum mit einer Brandhitze von bis zu 1200 Grad Celsius am stärksten wütete, schutzlos ausgesetzt. Dieser griff vom Coselpalais aus auf die Kirche über. In den Kellern der Kirche war ein Filmarchiv der Luftwaffe untergebracht. Die Filme bestanden damals aus Zelluloid, das leicht brennbar ist und dabei enorme Hitze erzeugt. Da einige der Filme jedoch bei der archäologischen Trümmerberäumung im Vorfeld des Wiederaufbaus fast unversehrt geborgen werden konnten, geht man nach sorgfältiger Untersuchung heute davon aus, dass diese Filme nicht zur Entwicklung der Brandhitze und damit zum Einsturz des Gebäudes beigetragen haben. Der Hauptgrund dafür war zum einen der mit viel Holz ausgestattete Innenraum, der dem Feuer nach dem Schmelzen der Fenster reichlich Nahrung bot. Auch kann Sandstein nicht so große Hitze aushalten wie Hartstein, wie er beispielsweise in der Kreuz- und der Hofkirche eingesetzt ist. Er dehnte sich aus, bis er schließlich Risse bekam und platzte, womit seine Stabilität verloren ging. Diese Schädigung seiner Struktur ist durch die Umwandlung des im Sandstein enthaltenen Tons an einer Rotfärbung erkennbar. Spätere Hitzetests mit Ruinenteilen ergaben, dass die Brandhitze in schädigender Weise bis etwa 10 Zentimeter tief ins Mauerwerk eingedrungen war.
Nach dem Großangriff auf die Stadt stand am Neumarkt kein Haus mehr. Das Martin-Luther-Denkmal vor der Kirche wurde schwer beschädigt. Lange nach dem Angriff brannte die Frauenkirche immer noch, während die Kuppel über den Ruinen thronte. Am 15. Februar um 10 Uhr vormittags konnten die ausgeglühten, schon vor dem Brand bis an die Grenze ihrer Tragfähigkeit beanspruchten Innenpfeiler die Last der gewaltigen Gewölbekonstruktion mit der steinernen Kuppel schließlich nicht mehr tragen. Aufgrund der Position der nach dem Einsturz noch stehenden Teile, der Umfassungsmauern des Chors bis zum Hauptgesims und der hoch aufragenden Ruine des nordwestlichen Eckturms, ist davon auszugehen, dass einer der Pfeiler der Südostecke infolge Materialermüdung und Überlastung als Erster kollabierte. Eine Augenzeugin berichtete von einem leisen Knistern, das sie kurz vor dem Einsturz hörte. Die Kuppel neigte sich daraufhin in Richtung des zuerst gebrochenen Pfeilers. Ihr nun ungleichmäßig verteiltes, in Bewegung geratenes Gewicht führte binnen Sekundenbruchteilen zur Überlastung und zum Bersten aller anderen Pfeiler. Unter dem gewaltigen Druck der zunächst noch als nahezu Ganzes herabstürzenden, sich dabei etwas um ihre eigene Achse drehenden und dabei immer weiter zerberstenden Kuppel wurden die massiven Außenmauern auseinandergesprengt, das Gebäude fiel mit einem dumpfen Knall in sich zusammen. Eine riesige, schwarze Staubwolke stieg über der Stadt auf. Dieses Ereignis übertraf in seiner Symbolkraft für viele Dresdner die vorangegangenen Zerstörungen noch; für sie war die letzte Hoffnung, wenigstens etwas vom alten Dresden erhalten zu können, zerstört. Ein riesiger Trümmerberg lag da, wo einmal die Kirche war. Der von Johann Christian Feige geschaffene Altar wurde vor der völligen Zerstörung bewahrt, da herabtropfendes Zinn der schmelzenden Pfeifen der Orgel, die völlig zertrümmert wurde, ihn konservierte und herabstürzende Holzteile der Orgel die Wucht der fallenden Kuppeltrümmer abmilderten. In der Nacht vom 13. zum 14. Februar 1945 fanden noch 300 Menschen in den Kellern der Kirche Schutz. Nachdem sie zu brennen begonnen hatte, konnten sie die Räume nur mit Mühe verlassen, da das Feuer sich rasend schnell ausbreitete.

### Mahnmal gegen den Krieg

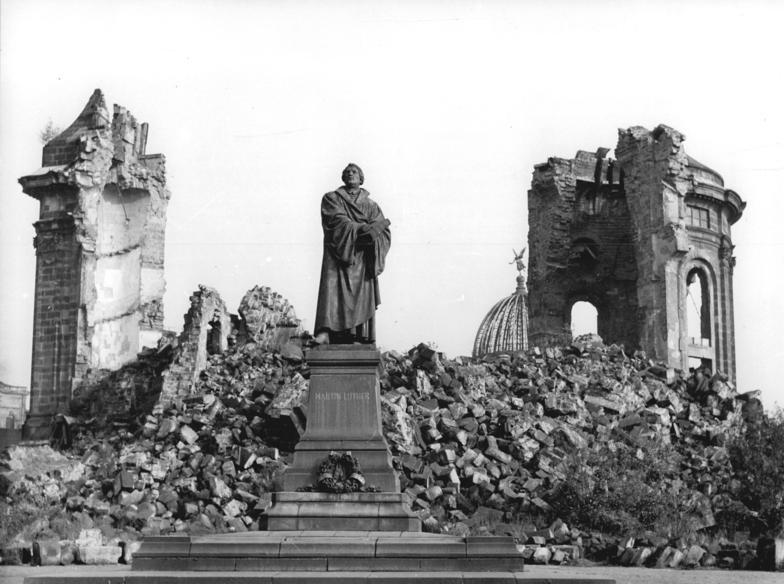
Ruine und Lutherdenkmal, 1958

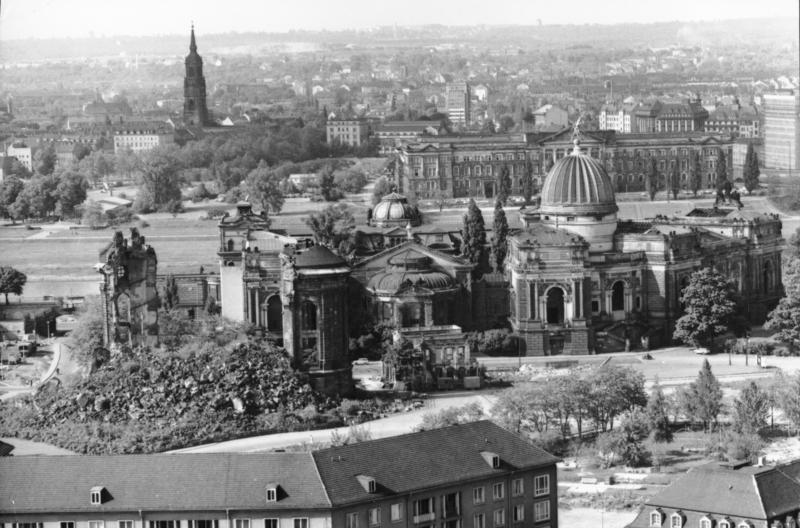
Die Ruine neben der Kunstakademie, 1973

Nach dem Krieg wurden auf Initiative des damaligen Landeskurators Hans Nadler erste Untersuchungen zum Wiederaufbau durchgeführt. Da das Landesamt für Denkmalpflege in dieser Zeit noch nicht über Beihilfemittel verfügte, übernahm das Evangelisch-Lutherische Landeskirchenamt, veranlasst durch den Baureferenten Walther Hultsch, die Kosten. Zudem wurden 850 Steine inventarisiert, zur Salzgasse transportiert und eingelagert. Auf Drängen der Stadtverordneten wurden diese Steine 1959 zur Pflasterung der Brühlschen Terrasse benutzt, wobei die Hälfte gerettet und zum Trümmerberg zurückgebracht werden konnte. Die großflächige Trümmerberäumung in der Dresdner Innenstadt im Sinne neuen sozialistischen Städtebaus zerschlug die Hoffnungen auf einen Wiederaufbau schnell. Die Dresdner Denkmalpflege organisierte ein Abdecken der Oberseiten der Ruinenstümpfe mit Blechen. Der Versuch der Behörden, den Trümmerberg 1962 zugunsten einer Parkfläche zu beseitigen, scheiterte. Es kam zu Protesten aus der Bevölkerung, außerdem fehlte das dazu nötige Geld. Der Trümmerberg wurde, um eine Entfernung zu verhindern, auf Initiative von Hans Nadler mit Rosen bepflanzt. So blieb der Trümmerberg im Stadtzentrum von Dresden zu Zeiten der DDR über 40 Jahre lang als Mahnmal erhalten, ähnlich der Ruine der Berliner Kaiser-Wilhelm-Gedächtniskirche. Viele überlebende Dresdner gedachten hier ihrer bei den Bombenangriffen ums Leben gekommenen Angehörigen, für die es oft keine Gräber gab.
Die DDR erklärte die Kirchenruine 1966 offiziell zum Mahnmal gegen den Krieg. Es erfolgte jedoch keine Gestaltung, sodass die zunehmend baufällige Ruine inmitten einer Stadtbrache lag. Der Tag der Zerstörung Dresdens wurde aber fortan zu staatlich gelenkten Gedenkdemonstrationen an der Ruine genutzt. Zum 13. Februar 1982, auf dem Höhepunkt der Bewegung „Schwerter zu Pflugscharen“, riefen Dresdner Christen an den Trümmern der Frauenkirche erstmals zum stillen Gedenken gegen den Krieg auf. Dieser Aufruf führte in den 1980er Jahren zu Zusammenkünften von Gruppen der DDR-Bürgerrechts- und Friedensbewegung an jedem 13. Februar an der Ruine, um stumm des Krieges zu gedenken. Versuche staatlicher Stellen, diese Treffen zu verhindern, hatten kaum Erfolg. Die Sächsische Landeskirche plante in dieser Zeit eine Konservierung der Ruine, die als Versöhnungsdenkmal erhalten bleiben sollte. Die Unterkirche sollte eine Ausstellung über die Geschichte der Frauenkirche aufnehmen und gleichzeitig als „Raum der Stille“ dienen. Die staatliche Forderung von Anfang der 1980er-Jahre, die Kirche mit Westgeldern wieder aufzubauen, lehnte die Landessynode der Sächsischen Landeskirche ab. Sie wurde darin auch von Teilen der Friedensbewegung unterstützt. Im Rat der Stadt Dresden wurde 1985 eine Langzeitplanung für die nächsten Projekte nach dem Abschluss der Rekonstruktion der Semperoper erarbeitet, die auch den Wiederaufbau der Frauenkirche nach Beendigung der Arbeiten am Stadtschloss beinhaltete. Als Gründe dafür wurden unter anderem die fortschreitende Verwitterung der Sandsteinüberreste und der damit eintretende Verlust des Mahnmalcharakters angeführt. Durch die Wende wurden diese Planungen jedoch hinfällig.

### Wiederaufbau 1994–2005

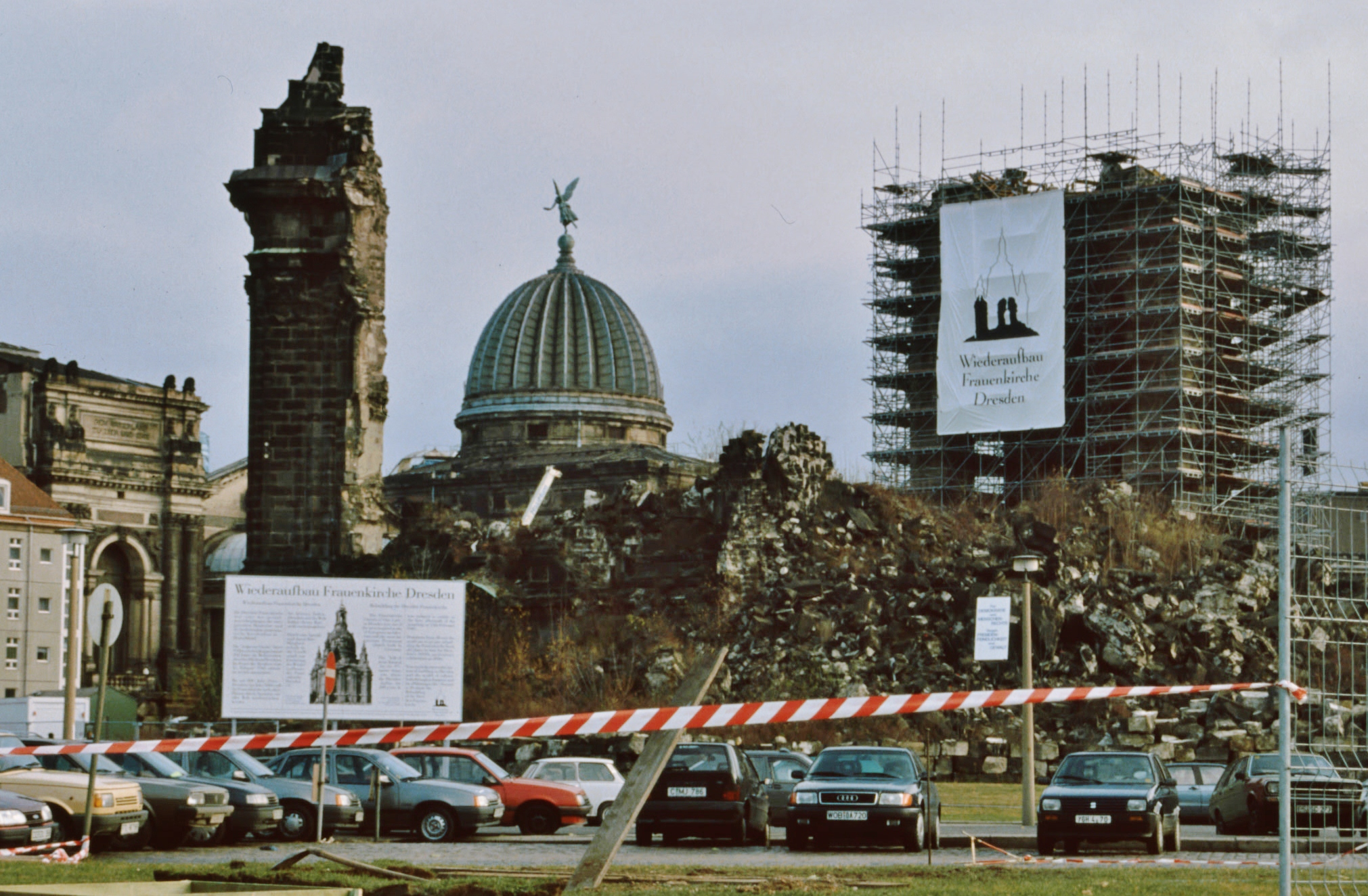
Sicherungsarbeiten, 1993

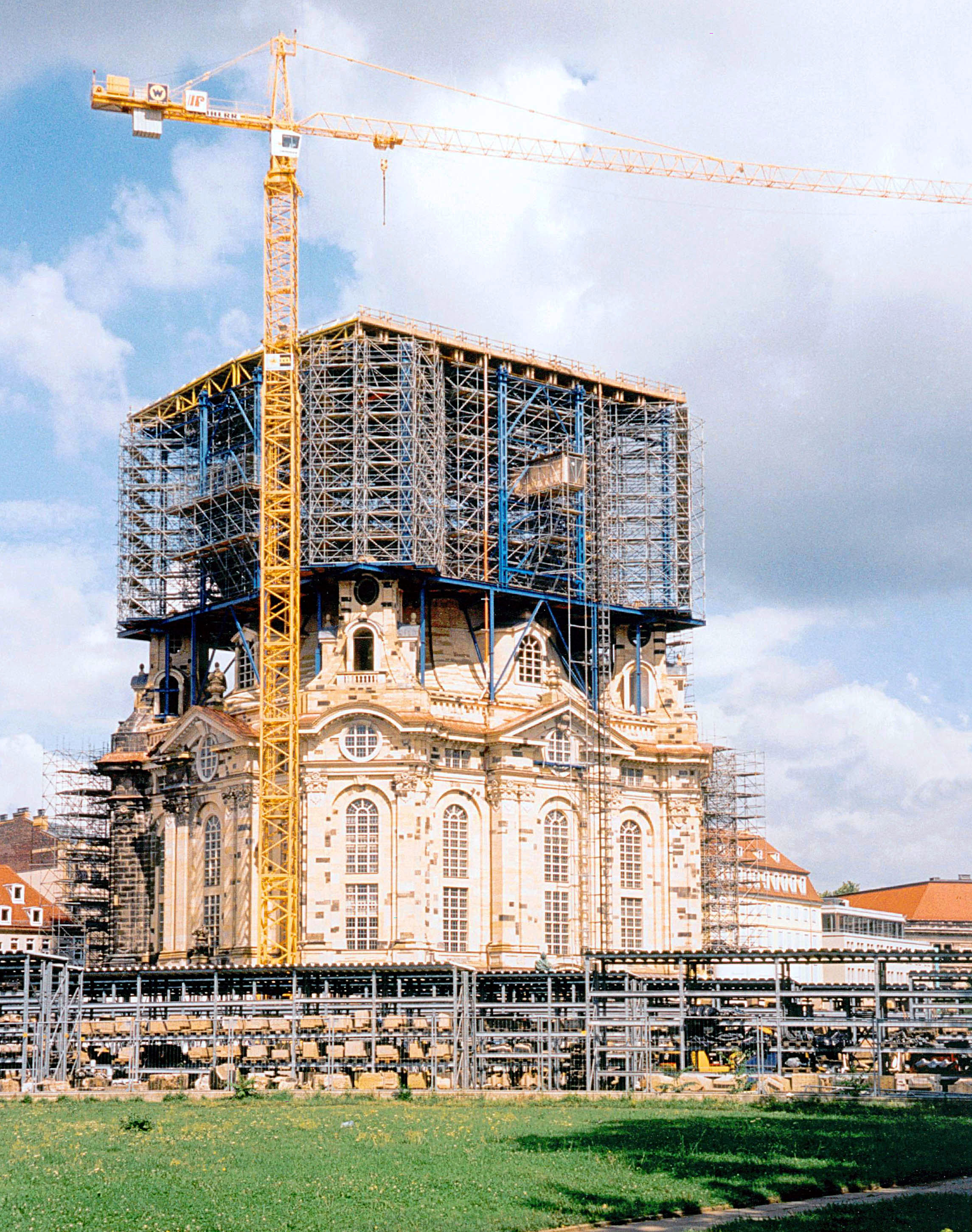
Wiederaufbauphase (Hauptkirche), 2002

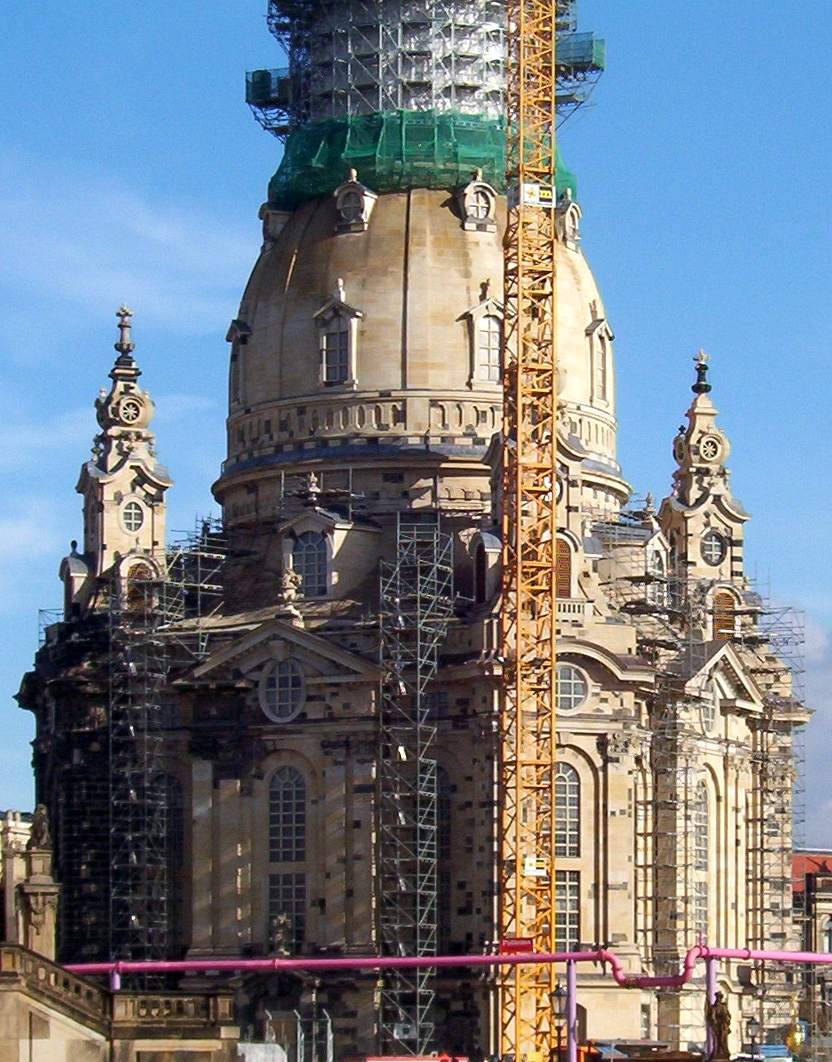
Wiederaufbauphase (Hauptkuppel), 2003

Im Herbst des Wendejahres 1989 setzte am Reformationstag ein „Offener Brief“ von Günter Voigt an den Landesbischof der Evangelisch-Lutherischen Landeskirche Sachsens Johannes Hempel mit dem Gedanken, den Wiederaufbau neu zu bedenken, ein wichtiges Zeichen. Aus einem Kreis gleichgesinnter Dresdner Bürger heraus, der sich im November 1989 traf, entstand der „Ruf aus Dresden“, den der Pfarrer Karl-Ludwig Hoch formulierte. Der Aufruf ging am 12. Februar 1990 in die Welt. Die Idee eines Wiederaufbaus des Gotteshauses nahm nun immer konkretere Formen an. Aus der Folgewirkung des Aufrufes wurde die „Gesellschaft zur Förderung des Wiederaufbaus der Frauenkirche in Deutschland e. V.“ gegründet, deren Kommission unter Beteiligung einiger prominenter Dresdner wie Ludwig Güttler das Konzept für einen archäologischen Wiederaufbau entwickelte, fortan entscheidende Überzeugungsarbeit für den Wiederaufbau leistete (anfangs gab es nur zehn Prozent Befürworter) und Spenden sammelte. 1991 wurde die „Stiftung für den Wiederaufbau Frauenkirche“ gegründet, die den gesamten Wiederaufbau leitete. Am 18. März 1991 beschloss die sächsische Landessynode den Wiederaufbau der Frauenkirche.
Von Anfang an gab es auch Kritik am Vorhaben durch Architekten und Historiker: Mit der Ruine sei auch ein Mahnmal des Krieges verlorengegangen. Das Projekt ist aufgrund der massiven Kriegsschäden ein originalgetreuer Neubau. Die Konstruktion sowie die technische Ausstattung entsprechen moderner Technik. So etwa verlaufen nun in der Kirche 85 Kilometer Elektroleitungen und 7,7 Kilometer Heizleitungen; die Klimaanlage kann 40.000 Kubikmeter Luft pro Stunde umwälzen. Hydraulisch spannbare Ankersysteme aus hochwertigem Stahl stützen die Kirche. Um auf die Aussichtsplattform über der Kuppel zu gelangen, legen Besucher einen Teil ihres Weges mittels eines Aufzuges zurück. Die wiedererrichtete Frauenkirche ist eine Replik des verlorenen ursprünglichen Baus. Geltende Normen untersagten einen originalen Wiederaufbau mit den konstruktiven Mängeln und dem teilweise unzureichenden Material der alten Kirche. Bei originalgetreuem Wiederaufbau wären die zu erwartenden Drücke im Mauerwerk selbst bei einer Umverteilung der Kuppellast (die Bähr nicht so recht gelang) deutlich über allen in den DIN für Mauerwerk festgelegten Werten gelegen. Befürworter betonten den Symbolwert des Wiederaufbaus und dessen Finanzierung aus überwiegend privaten Spenden.
Die Gesamtkosten des Wiederaufbaus beliefen sich auf 180 Millionen Euro. Davon kamen ca. 115 Millionen Euro durch Spenden aus aller Welt zusammen. Den restlichen Anteil von 65 Millionen Euro stellten die Stadt Dresden, der Freistaat Sachsen und der Bund in etwa gleichen Teilen zur Verfügung. Trotz zeitweise auftretender Geldknappheit konnte der Wiederaufbau insgesamt ohne Unterbrechungen ausgeführt werden. Neben den Spendensammlungen der „Gesellschaft zur Förderung des Wiederaufbaus der Frauenkirche e. V.“ und der „Stiftung Frauenkirche Dresden“ brachte der von der Dresdner Bank initiierte sogenannte Stifterbrief in Werten zwischen 250 und 10.000 Euro mit einem Spendenvolumen von etwa 75 Millionen Euro den Durchbruch für die finanzielle Absicherung des Wiederaufbaus. Die „Gesellschaft zur Förderung des Wiederaufbaus der Frauenkirche in Deutschland“ steuerte 31 Millionen Euro bei. Insgesamt 16 Förderkreise engagierten sich regional innerhalb und außerhalb Deutschlands für den Wiederaufbau. Als Zeichen der Versöhnung sammelte der britische „Dresden Trust“ als einer der bedeutendsten unter diesen Kreisen und unter Vorsitz von Allan Russell in Großbritannien mehr als eine Million Euro an Spenden, zu denen auch das britische Königshaus aus der Privatschatulle beitrug.
Der Dresdner Trompeter Ludwig Güttler sammelte mit Konzerten Spendengelder und spendete das Preisgeld für den Nationalpreis, den er in der DDR erhalten hatte, als ein „Startkapital“. Die Dresdner Bank spendete als Körperschaft bis zum Wiederaufbau insgesamt sieben Millionen Euro. Der in Freiberg aufgewachsene US-Amerikaner Günter Blobel stellte rund 820.000 Euro seines Medizinnobelpreises für die von ihm gegründete Fördergesellschaft Friends of Dresden zur Verfügung. Im Zuge des Orgelstreites gab es allerdings auch Spendenabsagen; so zog die Dussmann-Stiftung ihre Spendenzusage zurück.
Für den Wiederaufbau wurde der Trümmerhaufen, der, vom Boden der großflächig eingestürzten Kellerräume aus gemessen, 17 Meter hoch war, ab dem 4. Januar 1993 Stein für Stein abgetragen und ein millimetergenaues, dreidimensionales und steingerechtes Aufmaß aller Ruinenteile erstellt. Bereits während der Enttrümmerung wurden die Katakomben unter dem Trümmerberg vermessen. Alle noch brauchbaren Trümmersteine wurden katalogisiert und eingelagert. Aus der Lage im Trümmerberg und mit teilweise extra für diese Aufgabe erstellten Geo-Computerprogrammen konnte bei vielen Steinen der ursprüngliche Platz im Gemäuer ermittelt werden. Vorhandene alte Unterlagen, z. B. von den Stabilisierungsmaßnahmen in den Jahren 1938 bis 1942, halfen dabei. Aus den Trümmern konnten über 8.000 Stücke geborgen und davon 3.539 Stücke in die Außenfassade eingebaut werden. Unter den Trümmern waren 84 Großteile mit einem Gewicht zwischen 5 und 139 Tonnen. 16 konnten als Ganzes aus dem Schuttberg herausgehoben werden. Das schwerste hierbei war das 95 Tonnen wiegende, aus 38 m Höhe herabgestürzte, „Schmetterling“ genannte Dachteil des nordöstlichen Glockenturmes. Andere Großteile wurden noch am Fundort zerkleinert, da man sie aufgrund ihres Zustandes für einen erneuten Einbau in die Kirche von vorneherein als ungeeignet einschätzte. Weitere, für den Wiedereinbau ebenfalls untaugliche, große Stücke setzte man nach der Bergung gezielt über mehrere Jahre lang der Witterung aus, um deren Einfluss zu erforschen. Infolge der Enttrümmerung hob sich der Baugrund in der Mitte des ehemaligen Schuttberges um 11 mm. Vor und während der Räumung des Trümmerhaufens erfolgten umfangreiche Untersuchungen des Baugrundes und der Fundamente. Es zeigte sich, dass die Kirche auf einer etwa 10 Meter starken, tragfähigen Kiesschicht gegründet war. Diese lag auf einer vor Grundbruch schützenden Schicht harten Kalksteins (Pläner). Ablagerungen aus Ton und anderen weichen Materialien, wie sie in der Nähe von Flüssen vorkommen, wurden unter der Kirche nicht gefunden. Der für die Fundamente genutzte Sandstein erwies sich als ausreichend fest, ebenso war die Qualität der untersten Mauerwerksschichten noch recht gut. Die Kirche konnte somit auf den alten Fundamenten und Grundmauern wiedererrichtet werden. Die Zusatzfundamente von Rüth ließ man liegen.
Der Grundstein der neuen Frauenkirche wurde am 27. Mai 1994 gelegt. Der Wiederaufbau begann 1996 unter dem Baumeister Eberhard Burger. Um einen möglichst schnellen und reibungslosen Wiederaufbau zu ermöglichen, entschied man sich für den Einsatz eines Wetterschutzdachs, das mit dem Bau in die Höhe wachsen konnte, und eine seitliche Einhausung jeweils für die kalte Jahreszeit. Das Wetterschutzdach musste nach dem Erreichen einer bestimmten Bauphase mehrmals um einige Meter hydraulisch angehoben sowie für die neue Position angepasst werden. Dieses Verfahren wurde speziell für den Bau der Frauenkirche entwickelt. Es ermöglichte, bei jedem Wetter und auch im Winter mit dem Bau fortzufahren. Dadurch konnten ganzjährig für das Arbeiten mit Sandstein, Mörtel und Beton geeignete Temperaturen gewährleistet werden. In diesem Zusammenhang gründeten die Ev.-Luth. Landeskirche Sachsen, der Freistaat Sachsen und die Stadt Dresden – jeweils zu einem Drittel Anteil – die Stiftung Frauenkirche Dresden, in die die Landeskirche den Kirchenbau als Sachvermögen einbrachte. Diese Stiftung ist auf Dauer Eigentümerin des Kirchbaus. Der Wiederaufbau der Frauenkirche wurde schon im Herbst 2005 abgeschlossen, viel rascher als ursprünglich erwartet, da das Spendenaufkommen die Erwartungen übertraf. So wurde die äußere Form der Frauenkirche schon im August 2004 und nicht erst wie geplant 2005 wiederhergestellt. Am 13. April 2004 wurde der letzte Stein der Hauptkuppel der Frauenkirche eingesetzt. Am 22. Juni 2004 wurde die mit Kupfer beschlagene Holzkonstruktion der Turmhaube mit dem vergoldeten Kreuz auf die Laterne über der Steinkuppel aufgesetzt und das frühere äußere Aussehen wiederhergestellt. Die Frauenkirche hat nun die endgültige Höhe von 91,24 Metern. Tatsächlich gelang es, etwa zwei Drittel der Kuppelmasse außerhalb der Pfeiler abzuleiten. Messungen ergaben, dass die Fundamente der Pfeiler während der Errichtung des Rohbaus nur unkritisch (wenige Millimeter) gegenüber denen der Außenwände abgesunken waren.
Beim Innenausbau wurden anschließend die Bemalung und der Einbau des Gestühls abgeschlossen. Im Frühsommer 2005 wurde die von dem Straßburger Orgelbauer Daniel Kern gefertigte Orgel mit insgesamt 4873 Orgelpfeifen installiert. Die Aussichtsplattform in 67 Metern Höhe, von der aus man einen Ausblick auf das Elbpanorama und auf die Innenstadt hat, konnte am Dienstag, dem 1. Februar 2005 für Besucher geöffnet werden. Anlässlich des 60. Jahrestags der Bombardierung Dresdens am 13. Februar 2005 wurde der Innenraum zum stillen Gedenken geöffnet. Am 30. Oktober 2005 wurde die Frauenkirche vom sächsischen Landesbischof Jochen Bohl wieder geweiht und damit ihrer künftigen Bestimmung als Gotteshaus übergeben. Im Rahmen der Zeremonie wurden auch die liturgischen Gegenstände wieder in die Kirche gebracht. Landesbischof Jochen Bohl dankte in seiner Predigt während des Gottesdienstes bereits vorher den Verantwortlichen für den Wiederaufbau und den daran Mitwirkenden. Der Weihegottesdienst fand mit 1700 geladenen Gästen in der Kirche und mindestens 60.000 weiteren Personen auf dem Kirchplatz statt, die ihn auf einer Leinwand verfolgten. Nach dem gottesdienstlichen Teil hielt Bundespräsident Horst Köhler die Festansprache, in der er auf die Frauenkirche als Symbol für bürgerliche Freiheit und die deutsche Einheit hinwies.

## Beschreibung

### Oberkirche

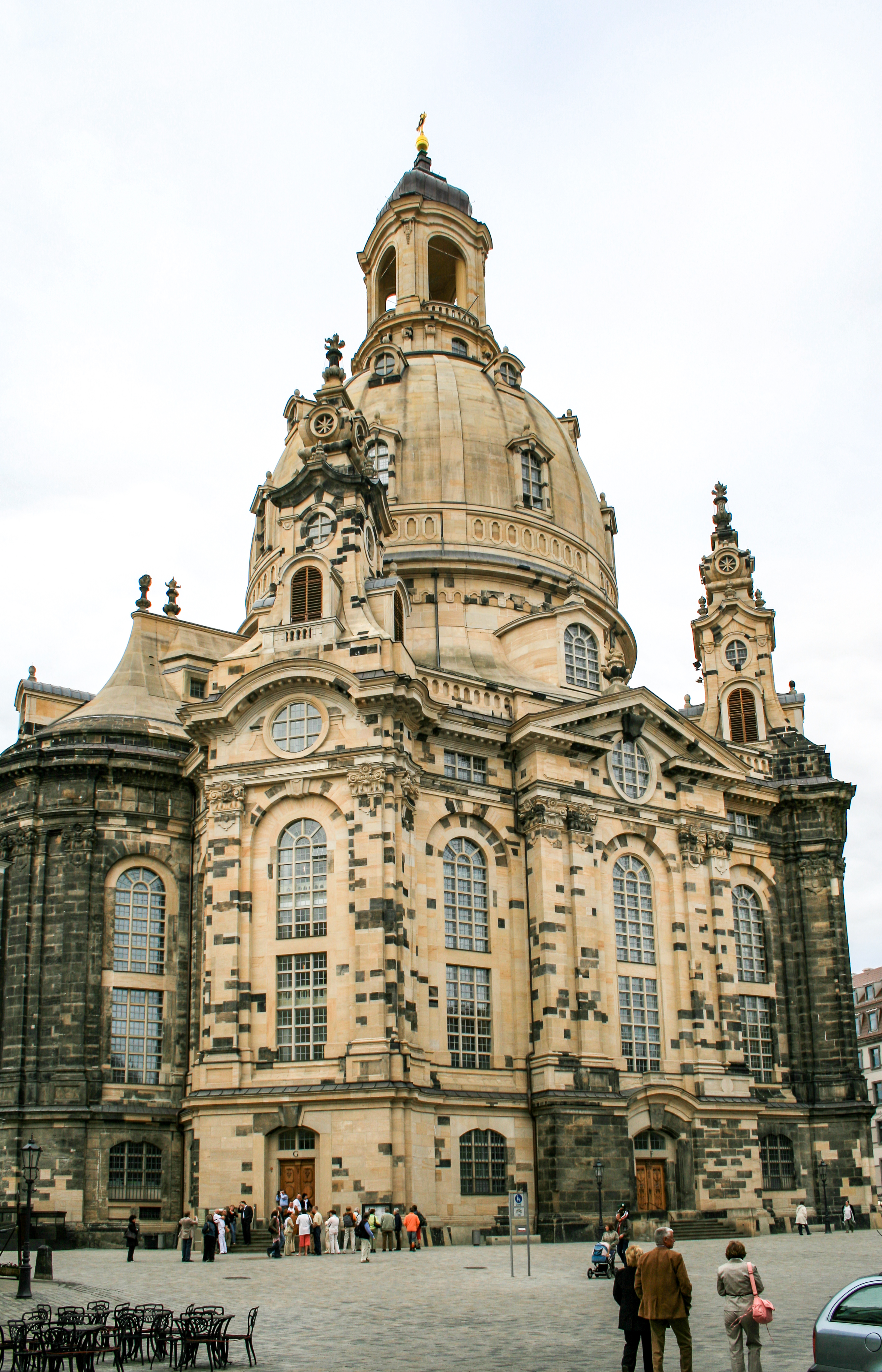
Der auf Eckturm G aufgesetzte, schwarze „Schmetterling“ wurde kopfüber im Schutt liegend gefunden und erhielt daher diesen Namen.

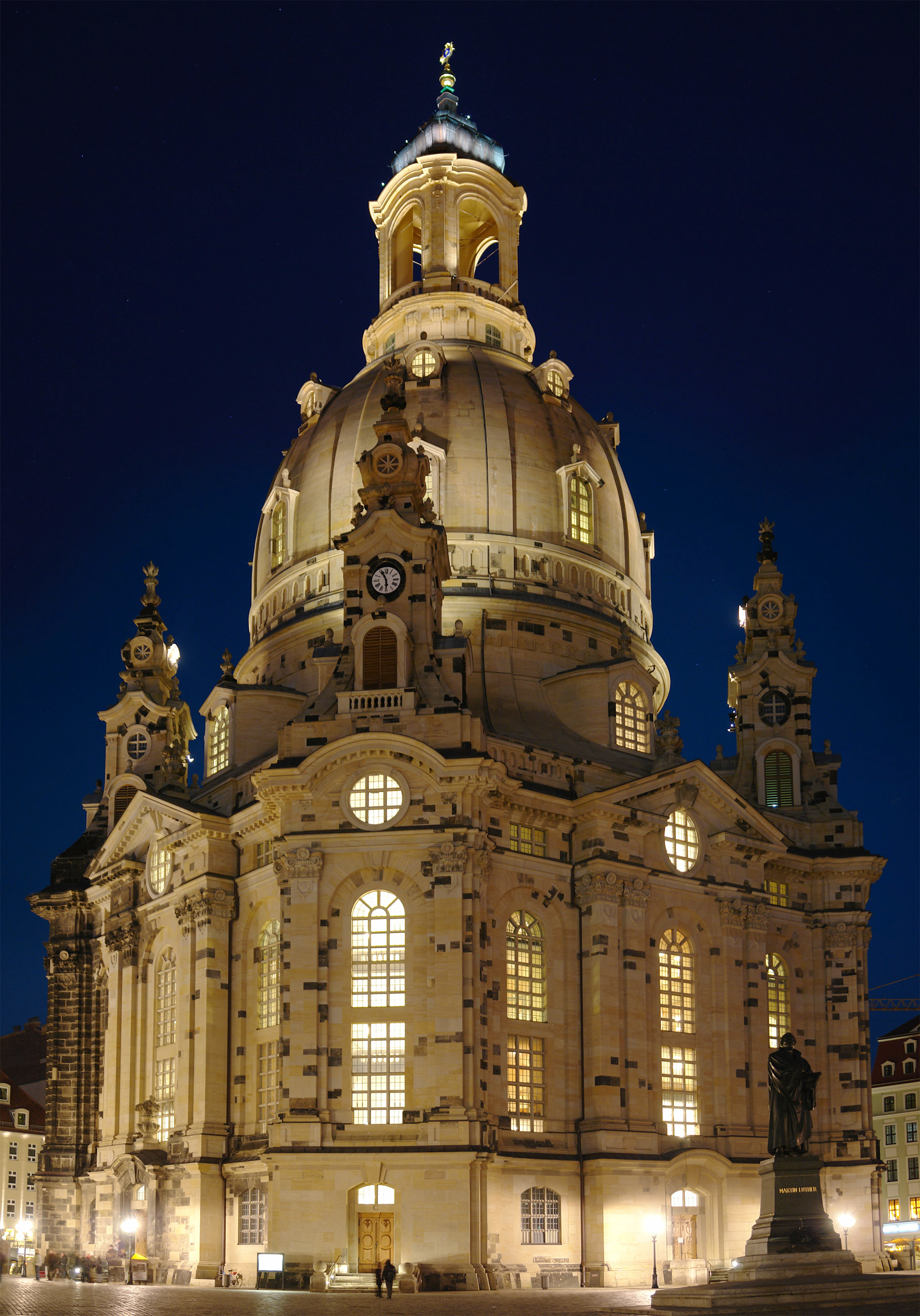
Außenansicht bei Nacht

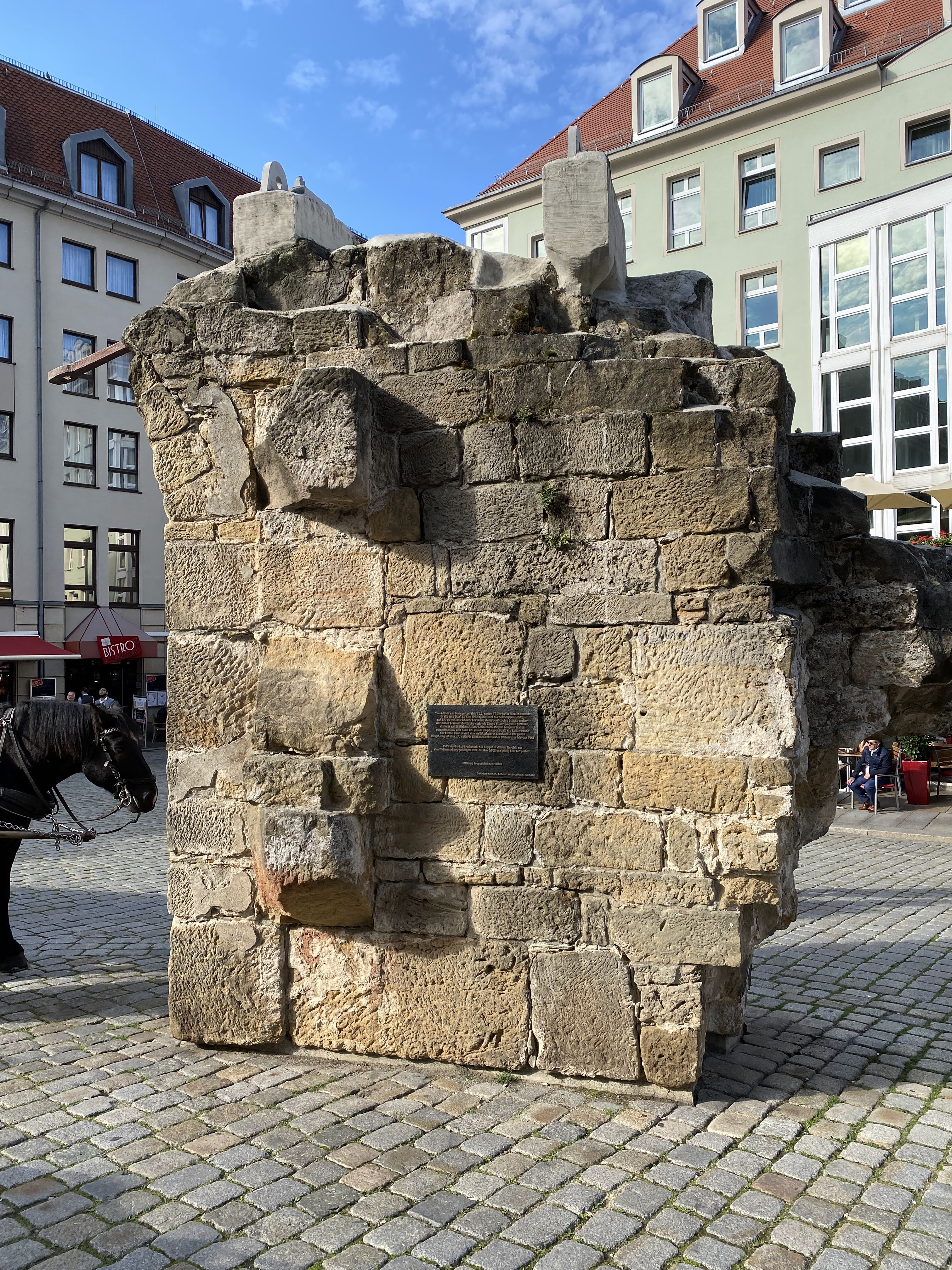
Bruchstück der Kuppel

Die Ingenieure versuchten bei der Planung der Rekonstruktion so weit wie möglich, Bährs Prinzip „Stein und Eisen“ zu folgen. Deshalb verwarfen sie beispielsweise die Variante, die Kuppel aus Stahlbeton zu gießen und lediglich mit Sandstein zu verkleiden. Ebenso sahen sie davon ab, den horizontalen Schub des Kuppelgewölbes mit einem Ring aus Stahlbeton aufzufangen. Beim Wiederaufbau wurden die katalogisierten Steine, insgesamt 43 Prozent der Original-Bausubstanz, teilweise wiederverwendet. Von den 84 Großteilen (Gewicht > 5 Tonnen) konnten lediglich zwei, der nach der Aufarbeitung noch 74 Tonnen wiegende „Schmetterling“, und ein weiteres, 18 Tonnen schweres Stück, im Ganzen wieder an ihren ursprünglichen Platz gehoben werden. Alle anderen wurden aussortiert, da infolge der Belastungen beim Einsturz und dem jahrzehntelangen Liegen im Freien strukturelle Beschädigungen anzunehmen waren. Auch die beiden wieder eingebauten Großteile befinden sich nur an statisch unkritischen Stellen.
Die Reste des Eckturms und des Chors wurden ebenfalls in den Bau integriert. Die in der Apsis des Chors angelegte und teilweise erhaltene Treppe zur Orgelempore ist ebenfalls in den Wiederaufbau integriert worden, sodass Musiker heutzutage über die gleichen Stufen, die schon Johann Sebastian Bach bei seinem Konzert 1736 betrat, zur Orgel gelangen können. Ein Teil der stehengebliebenen Wände war durch die Wucht der herabstürzenden Trümmermassen aus der Senkrechten gedrückt worden. Sie wurden, soweit vertretbar, mit dem vorhandenen Schiefstand in das neue Mauerwerk integriert. Alleine diese damals stehengebliebenen Ruinenteile machen 34 Prozent der Gesamtmasse aus. Durch die schwarze Patina der alten Steine, eine natürliche Färbung des Sandsteines durch Oxidation des enthaltenen Eisens, im Kontrast zum neuen hellen Sandstein sehen Fassade und innere Oberflächen teilweise wie ein Mosaik aus. Die neuen Steine der Frauenkirche werden mit der Zeit nachdunkeln, bis sie sich von den Originalsteinen kaum mehr unterscheiden. Auf eine farbliche Anpassung, wie beim Brandenburger Tor in Berlin, wurde verzichtet. Die alten Sandsteine waren beim Brand Hitze und Temperaturwechselbelastungen ausgesetzt gewesen. Insbesondere bei den stark belasteten Steinen der Kuppel wollte man hinsichtlich ihrer Tragfähigkeit und Witterungsbeständigkeit kein Risiko eingehen. Der Kuppelbau („steinerne Glocke“) besteht ausschließlich aus neuem Sandstein. Nunmehr sechs statt vier Ringanker stabilisieren nun die Kuppel. Sie bestehen aus Stahl statt wie früher aus Schmiedeeisen, sind in Nuten des Kuppelmauerwerks auf Gleitbahnen geführt und vorgespannt. Bei den beiden untersten Ringen (die Kuppel hat dort ca. 80 m Umfang) bewirkt allein die Vorspannung von jeweils etwa 1,2 MN eine Dehnung von jeweils 152 mm.
George Bähr ließ weiterhin in den 16 Spieramenköpfen einzelne passive Zuganker einlegen. Auch beim Wiederaufbau sind in jedem Kopf Anker eingesetzt worden, die aus je vier Zugstäben bestehen. Ihre äußeren Enden sind nun an je einem im Spieramenmauerwerk eingelassenen Stahlbetonblock verankert. Die Blöcke haben schräg nach oben, zur Kuppel gerichtete Auflageflächen und können somit den von ihr kommenden seitlichen Druck aufnehmen. Die inneren Enden der Zugstäbe sind an den Eckpunkten eines achteckigen, freischwebenden, in Höhe des Hauptgesimses befindlichen Ankerrings befestigt. Da die acht zu den Ecktürmen zeigenden Spierame stabiler als die acht zu den Außenwänden gerichteten sind, wurde an den Ecken des achteckigen Ankerringes noch eine entsprechende Aufteilung der von den Zugstäben zu übertragenden Kräfte mittels Wippen vorgenommen. Jede Eckturmspierame wird dadurch an ihrem oberen Ende mit etwa 4,3 MN (entspricht etwa 440 Tonnen) in Richtung Kircheninneres gezogen, jede zur Außenwand gerichtete Spierame mit ca. 2,6 MN (265 t). Der doppelt vorhandene Ankerring besteht aus versteckten, aber zugänglichen Stahlelementen. So können quer durch den Kirchenraum gespannte Zuganker vermieden werden, die auch George Bähr nicht vorgesehen hatte. Die Ankerringe wurden während des Aufmauerns der Kuppel in drei Stufen hydraulisch gespannt, bis die Endkraft von 5 MN pro Ankerring erreicht war. Dieses Ankersystem ermöglicht den Abtrag eines Teils der Kuppellasten über die Außenmauern und somit eine Entlastung der Innenpfeiler (wie von Bähr vorgesehen, aber unzureichend umgesetzt; Bähr hatte die Scherkräfte in den Mauern wohl unterschätzt). Durch das stufenweise Spannen konnten die seitlichen Kräfte, die mit dem Bau des Kuppelgewölbes zunahmen, und die Dehnung der Anker ohne schädliche Auswirkungen auf das darunter liegende Mauerwerk kompensiert werden. Das Ankersystem ist so ausgelegt, dass auch nach einem zweistündigen Brand noch 50 % der Vorspannung erhalten bleibt. Auch ohne das System von Ringankern erreicht die neu aufgebaute Frauenkirche die rund doppelte Standsicherheit des Altbaues. Mit Ankersystem beträgt die Standsicherheit etwa das Vierfache des Bähr’schen Baus.
Wie die Kuppel wurden auch Pfeiler und übrige Spieramenteile vollständig aus neuen Steinen aufgebaut. Für die Pfeiler verwendete man den besten Sandstein, der im Raum Dresden zu finden war: den Postaer Sandstein von der „Weißen Bank“ in Wehlen. Die Sandsteinblöcke der Pfeiler wurden millimetergenau zugesägt, sodass eine Fugenstärke von nur ca. 6 mm realisiert werden konnte. Der maximale Druck im Pfeilermauerwerk konnte auf knapp die Hälfte der Werte (13 N/mm), die in den eingestürzten Pfeilern auftraten, reduziert werden. Er beträgt im Bereich der Kapitelle bis zu 6 N/mm2 Das ist etwa ein Zehntel der Druckfestigkeit des Postaer Sandsteines. Für die vier schlanken Säulen der Laterne erachtete man ein einfaches Aufmauern, wie bei der eingestürzten Kirche, nicht als ausreichend sicher. Um ein Ausknicken zu vermeiden, wurden sie vertikal vorgespannt. Der Aufbau der Kuppel wurde in einem zweijährigen Forschungsprogramm der Universitäten Dresden und Karlsruhe untersucht. Unter anderem wurden Mörtelmischungen zur Vermauerung und Verfugung des Sandsteins entwickelt, die geeignet sind, der direkten Bewitterung standzuhalten. Die maximale Wandstärke der neuen Kuppel beträgt heute nur 1,75 Meter. Mit Konstruktionsprogrammen aus dem Flugzeugbau wurde die komplizierte Geometrie der 560 unterschiedlichen, 15 bis 25 Zentimeter dicken Sandsteinplatten der doppelt gekrümmten Oberfläche des Kuppelanlaufs ermittelt. Da trotz dieser hochmodernen Methoden weiterhin mit Undichtigkeiten zwischen den Platten zu rechnen war, zog man zusätzlich dünnwandige Ziegelgewölbe unter dem Schleppdach ein, deren Oberseite mit einer hochelastischen Polyurethan-Membran beschichtet wurde. Diese leitet eindringendes Wasser ab, während zugleich Feuchtigkeit durch die Membran nach außen diffundieren kann.
Die Turmuhr der neu aufgebauten Dresdner Frauenkirche mit drei Zifferblättern wurde von Steffen Höppner in elfmonatiger Bauzeit installiert. Das Uhrwerk stammt aus der Kirche von Lohmen und wurde 1919 gebaut. Drei Schlaghämmer – einer für jede Viertelstunde, einer für jede volle Stunde und einer für den Stundennachschlag – gehören zu den Besonderheiten dieser mechanischen Turmuhr. Zu Pfingsten 2003 wurde das Uhrwerk eingebaut, der Probelauf dauerte eineinhalb Monate. Die Restaurierung wurde von Wempe aus Dresden finanziert. Das originale Turmkreuz hatte Johann George Schmidt hergestellt. Am 1. Juni 1993 wurde dieses so genannte Kuppelkreuz unerwartet in den Trümmern der Frauenkirche wiedergefunden. Da es schwer beschädigt war, wurde es beim Wiederaufbau durch ein neues mit vergoldetem Strahlenkranz ersetzt. Alan Smith, ein Londoner Kunstschmied und Sohn eines der britischen Piloten, die Dresden bombardiert hatten, schuf das acht Meter hohe Kreuz im Wert von 500.000 Euro. Es wurde mit Spenden des „Dresden Trust“ aus dem Vereinigten Königreich finanziert. Im Februar 2000 wurde das neue Kreuz aus Anlass des 55. Jahrestages der Zerstörung vom Schirmherrn des Dresden Trust, Edward, 2. Duke of Kent, in Dresden übergeben und konnte bis zu seinem Aufsetzen besichtigt werden. Am 22. Juni 2004 wurde es zusammen mit der mit Kupferblech gedeckten, barocken Haube als „Versöhnungskreuz“ zum Zeichen der Freundschaft zwischen dem Vereinigten Königreich und Deutschland in Anwesenheit von 60.000 Zuschauern auf die Laterne aufgesetzt.

### Unterkirche

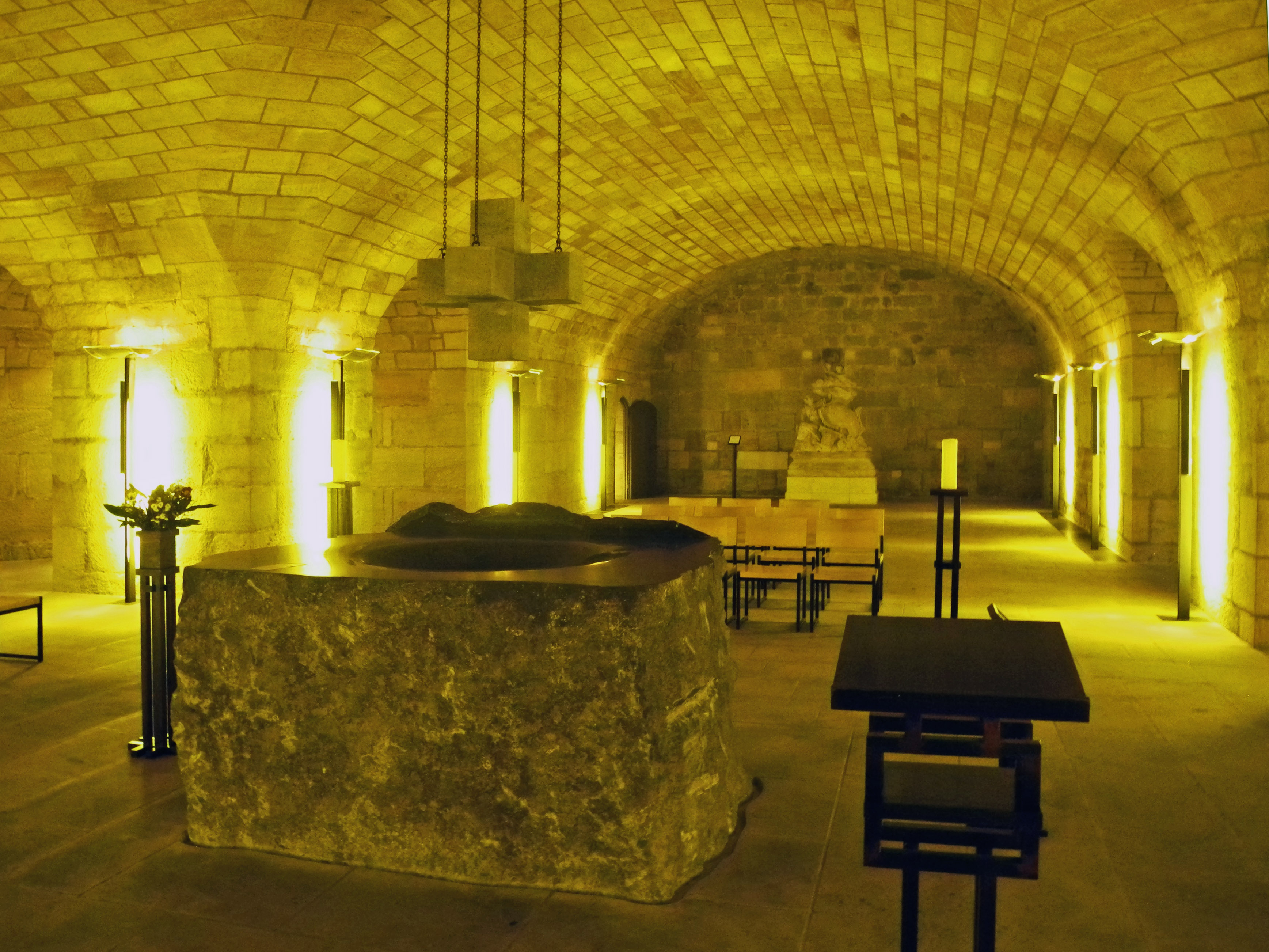
Unterkirche mit Grabmal von George Bähr

Bevor man mit dem Wiederaufbau des eigentlichen Kirchengebäudes begann, wurde die Unterkirche wiedererrichtet. So konnte man schon vor der Eröffnung des fertigen Kirchenbaus Räumlichkeiten für Gottesdienste, Führungen und Konzerte schaffen. Die Weihe der Unterkirche fand am 21. August 1996 statt. Die Unterkirche weist die Form eines griechischen Kreuzes auf. In den diagonalen Armen dieser Kreuzform sind vier Räume untergebracht. Diese dienten von 1728 an der Bestattung und waren ein Ersatz für den Friedhof, der die gotische Vorgängerkirche umgab und beim Neubau der barocken Frauenkirche aufgelöst wurde. In den Jahren 1728 bis 1787 fanden in den Gruftkammern 244 Begräbnisse statt. Bei der Zerstörung der Frauenkirche blieb nur die südwestliche Grabkammer (C) unbeschädigt. In ihr ist auch die Aufstellung der Särge in den gemauerten Grabstellen weitgehend erhalten. Die anderen Grabräume wurden beim Wiederaufbau neu gewölbt und dienen nun als Andachtskapellen.
Die im östlichen Teil der Unterkirche gelegene Chorkapelle befindet sich direkt unter dem Altarraum der Hauptkirche. Zwei mehrteilige, architekturhafte Skulpturen von Michael Schoenholtz stellen Zerstörung und Aufbau in sinnbildlicher Weise einander gegenüber. Beide Skulpturen bestehen aus Elementen, die in den Abmessungen identisch sind. Während die Zerstörung noch gewisse Mutmaßungen über die ursprüngliche Form zulässt, zeigt sich auch der Aufbau noch nicht in einem abgeschlossenen Zustand. Im tiefsten Punkt der Frauenkirche, im Scheitelpunkt des kreuzförmigen Tonnengewölbes, befindet sich ein Altarstein aus schwarzem irischem Kalkstein. Geschaffen wurde er von Anish Kapoor, einem in Großbritannien lebenden Künstler mit jüdischer Mutter und indischem Vater. Nach ihrer Weihe befand sich zunächst auch das Nagelkreuz von Coventry, das vom Bischof von Coventry als Zeichen der Versöhnung übergeben wurde, in der Unterkirche. Seitdem gehört die Frauenkirche zur internationalen Nagelkreuzgemeinschaft. Seit der Weihe der Frauenkirche steht das Kreuz auf dem Altar der Hauptkirche.

### Außenbauwerk
Für eine um die Jahrtausendwende wieder errichtete Kirche sah man einige Einrichtungen, die im Bau von George Bähr nicht vorhanden waren, als nötig an: Haustechnik (wie bspw. Klimaanlage/Heizung/Trafostation), Toiletten und Garderoben. Eine Unterbringung derselben in den historischen Kellern wäre aufgrund der Gefahr des Eindringens von Grundwasser ungünstig gewesen. Im Sinne eines Wiederaufbaues möglichst nahe am Vorbild wollte und konnte man die Keller auch nicht mit modernen Mitteln wasserdicht machen. Man beließ es bei der Installation einer Pumpe unter den Kellern. Diese wird bei einem bedrohlichen Grundwasserstand eingeschaltet. Stattdessen errichtete man einen die Fundamente und Grundmauern der Kirche von drei Seiten umfassenden, U-förmigen, wasserdichten, gegen Auftrieb gesicherten Stahlbetonbau, dessen Oberseite knapp unter dem Niveau des Neumarktes liegt. Dieser nimmt die genannten Einrichtungen auf. Während des Elbehochwassers 2002 musste das im Bau befindliche Außenbauwerk mit Zusatzgewichten und gerade auf der Baustelle vorhandenen, schweren Gegenständen (Containern, gefüllten Mulden) gegen Aufschwimmen gesichert werden.

### Maße
Die Frauenkirche hat eine Länge von 50,02 Metern (West-Ost-Richtung) und eine Breite von 41,96 Metern (Nord-Süd-Richtung). Ihre Gesamthöhe, einschließlich des Turmkreuzes, beträgt 91,23 Meter. Im Innenraum reicht die Kuppeldecke bis zu einer Höhe von 36,65 Meter. Die Kuppel ist, ohne den Kuppelanlauf und die Laterne, 24 Meter hoch. Ihr Außendurchmesser beträgt 26,15 Meter, das Kuppelmauerwerk ist zwischen 1,19 Meter und 1,75 Meter stark. Die Besucherplattform auf der Turmlaterne befindet sich in einer Höhe von 67,06 Meter.

## Ausstattung

### Altar und Kanzel

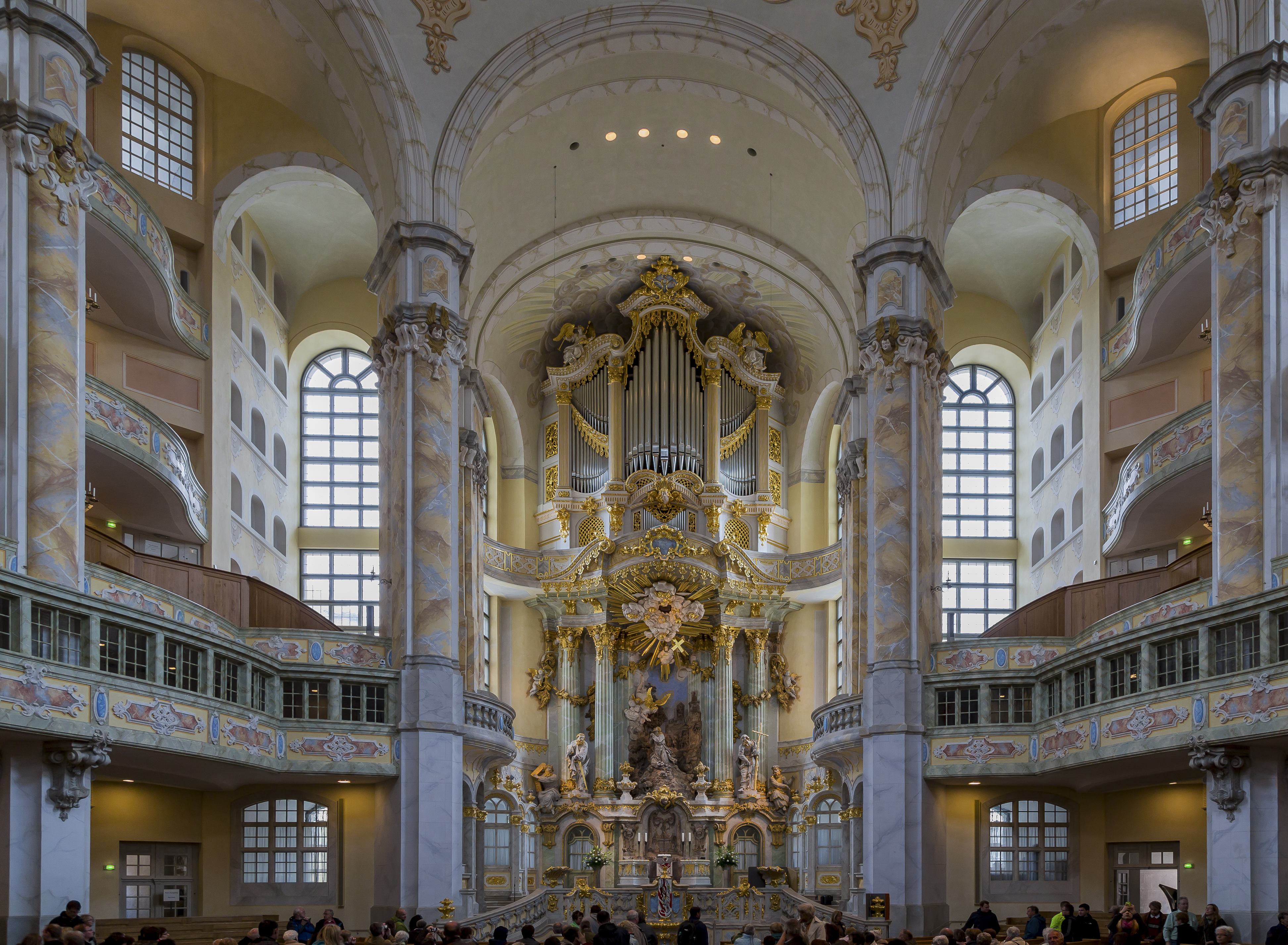
Innenansicht, Blick zum Altar

Altar und Orgel sind harmonisch übereinander gesetzt und gehen optisch nahezu ineinander über. Der eigentliche Altar von Johann Christian Feige, bzw. sein Kernstück, das nach dem Krieg eingemauert wurde, wurde aus den Trümmern der alten Frauenkirche geborgen und bewusst mit seinen Beschädigungen im Neubau wiederverwendet. Er bildet in seiner optischen Rohheit einen Kontrast zum sonst üppigen Dresdner Barock der Kirche und somit ein dauerhaftes Mahnmal. In der größeren figürlichen Ebene des Altars sind neben der zentralen Szene mit Jesus am Ölberg zwei Personen des Neuen und zwei Personen des Alten Testamentes dargestellt: Ganz links Mose mit den Gesetzestafeln, in der Mitte links Paulus mit Schwert und Buch, in der Mitte rechts Philippus mit dem Kreuz und ganz rechts Moses Bruder Aaron mit Brustpanzer und Weihrauchfass als Priester. Über Mose und Paulus trägt ein Engel eine Kette aus Weizenähren und über Philippus und Aaron ein weiterer Engel eine Kette aus Weintrauben. Zusammen stehen sie für Brot und Wein bzw. Leib und Blut Christi und das Abendmahl. Links über Jesus befinden sich ein großer und ein kleiner Engel. Rechts neben ihm sind die schlafenden Jünger (farblos) dargestellt. Rechts über Jesus ist Jerusalem zu erkennen. Direkt über Jesus ist ein Engel mit einem Kreuz zu sehen – ein Hinweis auf die Art des kommenden Todes. Direkt darüber und über allem thront das Auge Gottes, auch Auge der Vorsehung genannt. Es ist, wie im Barock üblich, von Wolken umgeben. Darüber wiederum schließt sich die Balustrade der Orgel an.
Man verzichtete auf die Rekonstruktion der nachträglich gebauten, zweiten Kanzel. Zu einem war diese von George Bähr nicht vorgesehen, zum anderen konnten die akustischen Probleme von 1738 durch Verwendung einer Lautsprecheranlage behoben werden. Die Emporen werden von Stahlkonstruktionen, die mit Brandschutzplatten verkleidet sind, getragen. Die früheren Holzkonstruktionen waren unzureichend dokumentiert und genügten nicht heutigen statischen Anforderungen. Die Sitzreihenabstände der neuen Emporen wurden an die Körpergröße heutiger Menschen angepasst. Die unterste, verglaste Empore mit den Betstübchen wurde im Sinne einer gemeinschaftlichen Teilnahme an den Veranstaltungen ohne die früher vorhandenen Abteile rekonstruiert.

### Orgel

#### Silbermann-Orgel von 1736

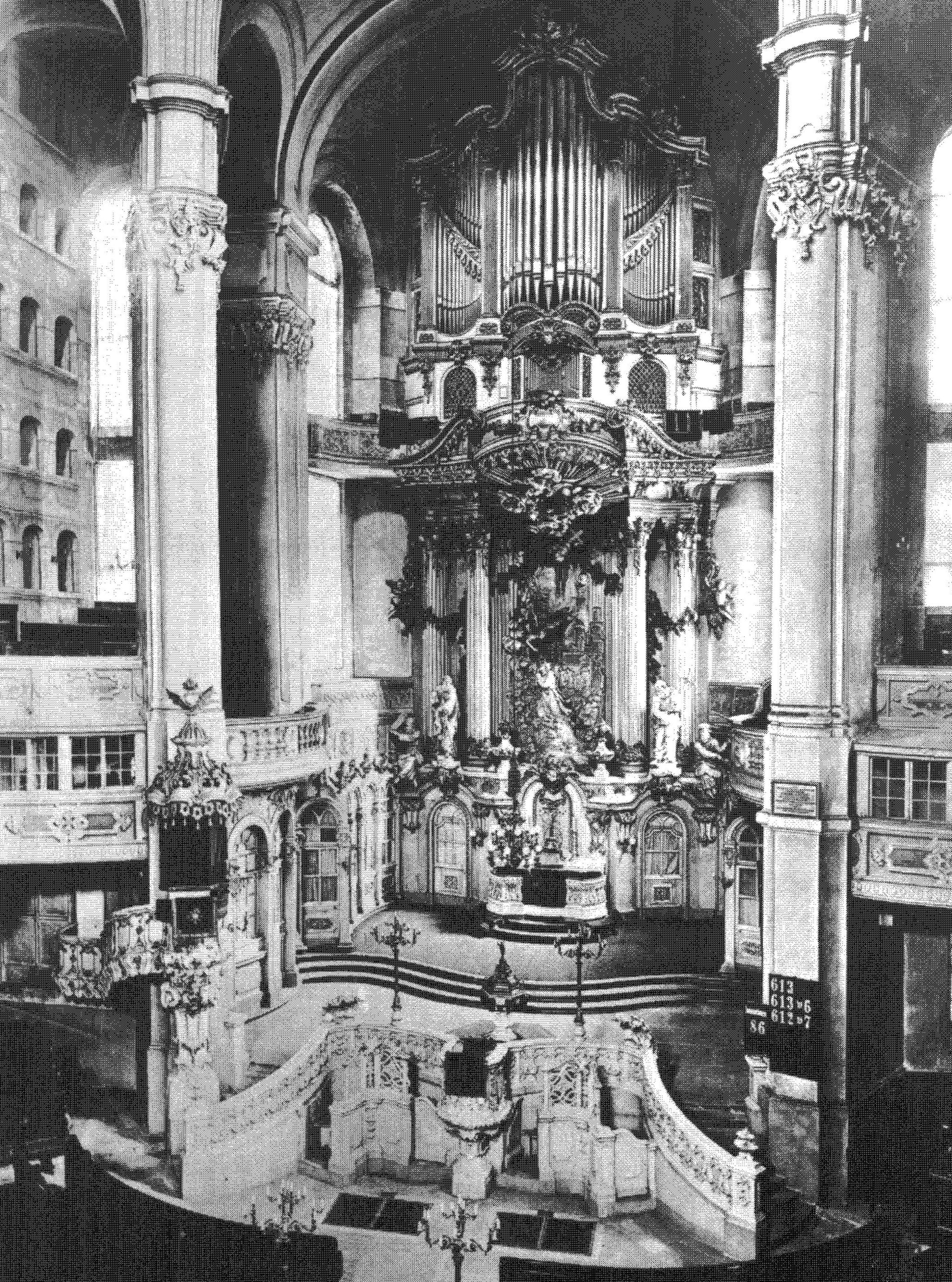
Orgel im Zustand von 1890

Gottfried Silbermann erbaute 1732 bis 1736 eine dreimanualige Orgel mit 43 Registern. Der Prospekt stammte von George Bähr und Johann Christian Feige. Im Kontrakt waren 42 Register ausgemacht; das Pedalregister Clarin Pass 8′ kam später hinzu. Johann Sebastian Bach gab am 1. Dezember 1736 ein zweistündiges Konzert auf der neuen Orgel und bedankte sich damit für den ihm verliehenen Titel „Hofkompositeur“.
Bereits 1745 war eine umfangreiche Reparatur nötig, da die Bauarbeiten an der Kirche noch bis 1743 andauerten und Schäden am Instrument hinterließen. Im 18. und 19. Jahrhundert erfolgten Reparaturen an der Silbermann-Orgel, zum Teil mit Stimmungsveränderungen, durch Johann Gottfried Hildebrandt (1769), Johann Christian und Friedrich Traugott Kayser (1788 bzw. 1818/1819, nachdem die Kirche 1813 als Militärmagazin zweckentfremdet genutzt wurde) und Friedrich Nicolaus Jahn (1826). Umfangreicher waren die Arbeiten von Johann Gotthold Jehmlich (1845/1847). Carl-Eduard Jehmlich tauschte bei einer Erneuerung der Orgel (1874/1875) die repetierende Terz des Oberwerks gegen eine Fugara 8′ und stimmte das Werk höher. Diese Arbeiten fielen in die Wirkungszeit von Emil Robert Höpner als Organist an der Frauenkirche von 1872 bis 1885, der ab 1874 zugleich Lehrer am Dresdner Konservatorium war.
Ein Erweiterungsumbau durch Johannes Jahn (1911/1912) diente der Anpassung der Orgel an zeitgemäße klangliche und spieltechnische Forderungen. Er umfasste u. a. die Umstellung auf eine pneumatische Traktur, einen modernen Spieltisch mit zahlreichen Spielhilfen und den Einbau eines Schwellwerks sowie einiger Zusatzregister in Hauptwerk, Oberwerk und Pedal.
1937 bauten die Gebrüder Jehmlich eine Chororgel auf der Westempore. 1939/1943 wurden Hauptorgel, Chororgel und ein neues Fernwerk von der Firma Jehmlich zu einer Orgelanlage mit elektro-pneumatischer Traktur um- und ausgebaut. Dazu gehörten ein Zentralspieltisch und drei Spieltische für die Einzelwerke. Das Fernwerk im Kuppelumgang erhielt Windladen und teilweise Pfeifen des Schwellwerks von Jahn.
Zum Zeitpunkt ihrer Zerstörung 1945 hatte die Orgelanlage 85 Register auf fünf Manualen und Pedal. Die Hauptorgel enthielt noch das Silbermann-Pfeifenwerk von 36 Registern und die Prospektpfeifen des Brustwerk-Prinzipals 4′.
| I Brustwerk CD–d3 |       |
| Getackts          | 8′    |
| Principal         | 4′    |
| Rohr Flöte        | 4′    |
| Nasat             | 2 ⁄3′ |
| Octava            | 2′    |
| Gemshorn          | 2′    |
| Quinta            | 1 ⁄3′ |
| Sufflett          | 1′    |
| Mixtur III        | 1′    |
| Chalmeaux (ab g0) | 8′    |
|                   |       |
| Tremulant         |       |

| II Hauptwerk CD–d3 |        |
| Principal          | 16′    |
| Octav Principal    | 8′     |
| Rohr Flöte         | 8′     |
| Violdigamba        | 8′     |
| Octava             | 4′     |
| Spitz Flöte        | 4′     |
| Quinta             | 2 ⁄3′  |
| Octava             | 2′     |
| Tertia             | 1 3⁄5′ |
| Cornett V          |        |
| Mixtur IV          | 2′     |
| Cymbel III         | 1′     |
| Fagott             | 16′    |
| Trompette          | 8′     |
|                    |        |
| Tremulant          |        |

| III Oberwerk CD–d3 |                     |
| Quinta dena        | 16′                 |
| Principal          | 8′                  |
| Getackts           | 8′                  |
| Quinta dena        | 8′                  |
| Octava             | 4′                  |
| (Rohr)Flöte        | 4′                  |
| Nasat              | 2 ⁄3′               |
| Octava             | 2′                  |
| Sechst quint altra | 4⁄5′, ab c1: 1 3⁄5′ |
| Mixtur IV          | 1 ⁄3′               |
| Vox humana         | 8′                  |
|                    |                     |
| Schwebung          |                     |

| Pedalwerk CD–c1  |       |
| Groß Untersatz   | 32′   |
| Principal Pass   | 16′   |
| Octaven Pass     | 8′    |
| Octaven Pass     | 4′    |
| Mixtur VI        | 2 ⁄3′ |
| Posaune          | 16′   |
| Trompeten Pass 0 | 8′    |
| Clarin Pass      | 4′    |

- Koppeln: I/II, III/II (Schiebekoppeln), II/P (Ventilkoppel)
- Traktur:
  - Tontraktur: Mechanisch
  - Registertraktur: Mechanisch
- Windversorgung:
  - Sechs Bälge
- Stimmung:
  - Höhe a1 = ca. 415 Hz (Dresdner Kammerton)
  - Wohltemperierte Stimmung

| I Hauptwerk C–a3    |        |              |
| Prinzipal           | 16′    | S            |
| Oktav Prinzipal     | 8′     | S            |
| Rohrflöte           | 8′     | S            |
| Viola di Gamba      | 8′     | S            |
| Viola alta          | 8′     |              |
| Dolce               | 8′     |              |
| Octava              | 4′     | S            |
| Spitzflöte          | 4′     | S            |
| Quinta              | 2 ⁄3′  | S            |
| Superoctava         | 2′     | S            |
| Tertia              | 1 3⁄5′ | S            |
| Cornett V (ab c1) 0 | 8′     | S            |
| Mixtur IV           |        | S            |
| Cymbel III          |        | S            |
| Fagott              | 16′    | [ Anm. I 1 ] |
| Trompete            | 8′     | [ Anm. I 1 ] |

| II Oberwerk C–a3 |        |              |
| Quintadena       | 16′    | S            |
| Prinzipal        | 8′     | S            |
| Getackts         | 8′     | S            |
| Quintadena       | 8′     | S            |
| Salicional       | 8′     |              |
| Aeoline          | 8′     |              |
| Octava           | 4′     | S            |
| Rohrflöte        | 4′     | S            |
| Nasat            | 2 ⁄3′  | S            |
| Octava           | 2′     | S            |
| Terz             | 1 3⁄5′ |              |
| Mixtur IV        |        | S            |
| Bärpfeife        | 8′     |              |
| Vox humana       | 8′     | [ Anm. I 1 ] |
|                  |        |              |
| Tremulant        |        |              |

| III Brustwerk C–a3 |        |   |
| Gedackt            | 8′     | S |
| Prinzipal          | 4′     | S |
| Rohrflöte          | 4′     | S |
| Nasat              | 2 ⁄3′  | S |
| Oktave             | 2′     | S |
| Gemshorn           | 2′     | S |
| Terz               | 1 3⁄5′ |   |
| Quinta             | 1 ⁄3′  | S |
| Sifflöte           | 1′     | S |
| Mixtur III         | 1′     | S |
| Chalumeaux (ab g0) | 8′     | S |
|                    |        |   |
| Tremulant          |        |   |

| IV Chororgel (I) C–a3 |       |
| Prinzipal             | 8′    |
| Rohrflöte             | 8′    |
| Oktave                | 4′    |
| Nasat                 | 2 ⁄3′ |
| Oktave                | 2′    |
| Mixtur III            | 1′    |

| IV Chororgel (II) C–a3 |        |
| Gedackt                | 8′     |
| Quintade               | 8′     |
| Nachthorn              | 4′     |
| Blockflöte             | 2′     |
| Terz                   | 1 3⁄5′ |
| Sifflöte               | 1′     |
| Zimbel III             |        |

| V Echo C–a3             |       |
| Quintade                | 16′   |
| Suavial                 | 8′    |
| Violflöte               | 8′    |
| Gemshorn                | 8′    |
| Violine                 | 8′    |
| Vox coelestis (ab c0) 0 | 8′    |
| Praestant               | 4′    |
| Zartflöte               | 4′    |
| Salicet                 | 4′    |
| Nachthorn               | 2′    |
| Larigot                 | 1 ⁄3′ |
| Flageolett              | 1′    |
| Scharf IV–V             |       |
| Oboe                    | 8′    |

| Pedal C–f1      |     |              |
| Untersatz       | 32′ | S            |
| Prinzipal Bass  | 16′ | S            |
| Subbass         | 16′ |              |
| Harmonikabass   | 16′ |              |
| Octav Bass      | 8′  | S            |
| Gedackt         | 8′  |              |
| Quintade        | 8′  |              |
| Octav Bass      | 4′  | S            |
| Rohrflöte       | 2′  |              |
| Mixtur VI       |     | S            |
| Posaune         | 16′ | S            |
| Trompete        | 8′  | [ Anm. I 1 ] |
| Klarine         | 4′  | [ Anm. I 1 ] |
| Singend Kornett | 2′  |              |

| Chororgelpedal C–f1 |     |
| Subbass             | 16′ |
| Prinzipal           | 8′  |
| Choralbass 00000    | 4′  |

- Koppeln: alle Normalkoppeln, 9 Oktavkoppeln
- Spielhilfen: 5 feste, 6 freie Kombinationen, 1 freie Pedalkombination, Registerprolongement, 2 Crescendowalzen für Haupt- und Chororgel, Absteller usw.
- Anmerkungen

S = Silbermann
1. 1 2 3 4 5  Pfeifenwerk von 1911/1912
2. ↑  Original Sesquialter   4⁄5′

#### Kern-Orgel von 2005

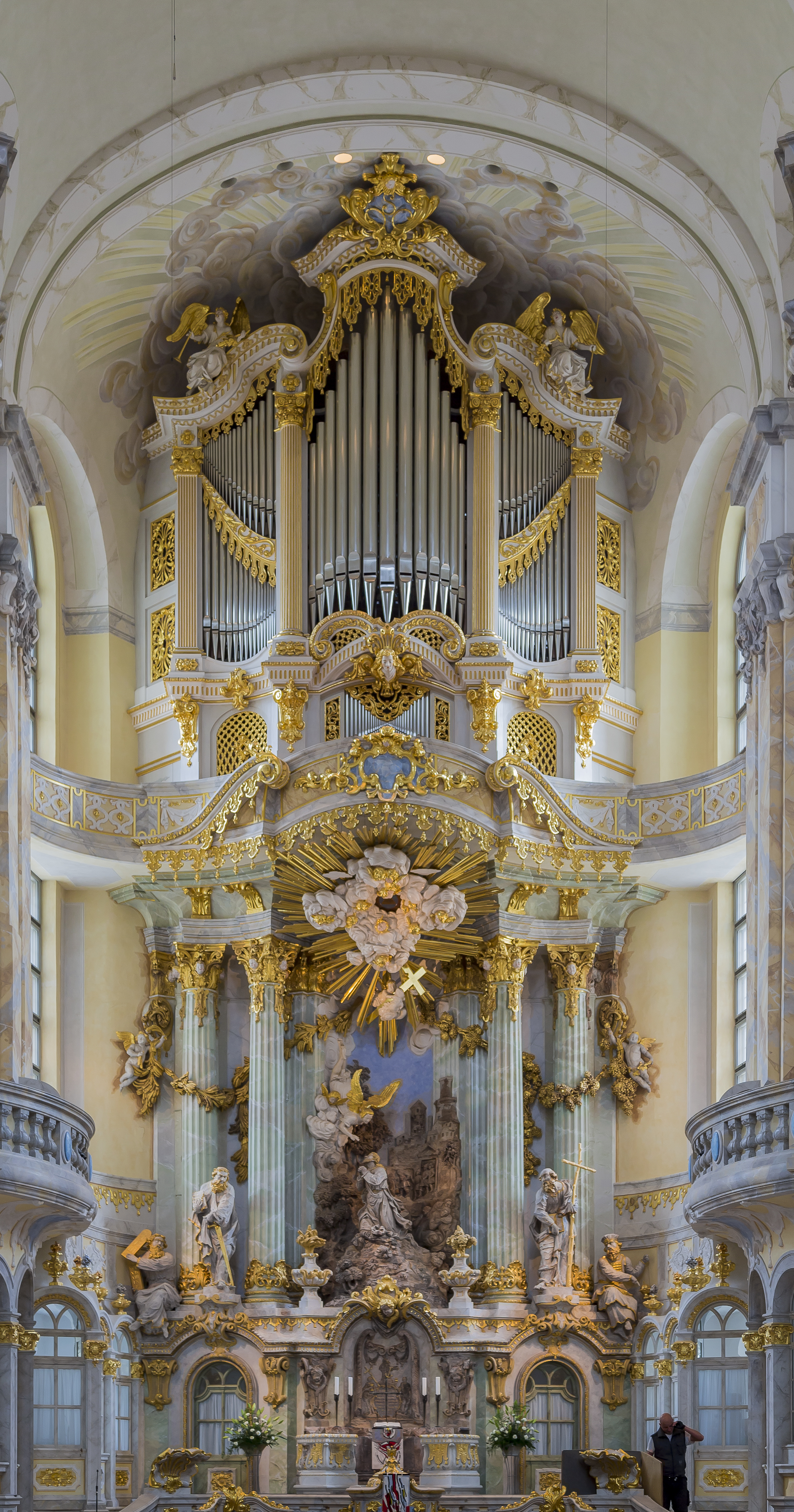
Neue Kern-Orgel

Im Vorfeld des Orgelneubaus entbrannte in den Jahren 1997–2002 unter Orgelexperten und in der Öffentlichkeit eine heftige Diskussion, die als „Orgelstreit“ bekannt geworden ist. Der 1995 vom Stiftungsrat und dem Kuratorium der Frauenkirchenstiftung eingesetzten Orgelkommission schien eine Kopie der Silbermann-Orgel nicht sinnvoll. Die unter Gottfried Silbermann begonnene und weitgehend erhaltene Orgel der Kathedrale (ehem. Katholische Hofkirche) erübrige einen konsequenten Silbermann-Nachbau in der Frauenkirche. Begründet wurde dies damit, dass die alte Orgel im Laufe der Zeit nicht nur siebenmal modifiziert, sondern auch beim Brand und Einsturz 1945 völlig zerstört und die genauen Baupläne Gottfried Silbermanns nicht überliefert wurden. Ein Nachbau noch existierender Silbermann-Orgeln sei nicht sinnvoll, weil Orgeln für jeden Raum individuell gestaltet werden. Zudem könne nur ein um moderne Elemente erweitertes Instrument den vielfältigen Ansprüchen des Orgelrepertoires von der Alten Musik bis zur Gegenwart sowie der gottesdienstlichen Funktion gerecht werden. Nicht alle Orgelmusik aus nachbarocker Zeit wäre mit der ursprünglichen Silbermann-Disposition stilistisch angemessen zu realisieren gewesen.
Die Pläne zum Bau einer modernen Universalorgel wurden von zahlreichen namhaften Organisten, Dirigenten, Orgelbauern und internationalen Orgelexperten, vor allem aus dem Bereich der historischen Aufführungspraxis, heftig kritisiert. Sie forderten eine originalgetreue Rekonstruktion der Orgel von Gottfried Silbermann aus dem Jahr 1736 in ihrer ursprünglichen Form, da auch die sonstige Innenausstattung der Kirche getreu kopiert worden sei. Die ursprüngliche Einheit von Architektur, Optik und Klang werde sonst preisgegeben. Es sei inkonsequent und widerspreche dem Willen der Spender, hinter der rekonstruierten Orgelfassade eine moderne Orgel mit einem „Potpourri“ aus Elementen sächsischer, romantischer, französischer und brandenburgischer Orgelbautradition zu errichten. Für eine solche mit über 60 Registern reiche der Platz im Gehäuse weiterhin nicht aus, die Register könnten sich nicht klanglich entfalten. Im Übrigen sei der Orgelbau Silbermanns gründlich dokumentiert. Da Silbermann seine Orgeln konzeptuell stark vereinheitlichte, könnten fehlende Angaben wie Maße und Mensuren den erhaltenen Originalwerken Silbermanns entnommen werden, insbesondere der gleichzeitig entstandenen und noch weitgehend erhaltenen Orgel in der Freiberger Petrikirche. Für eine stilgerechte Rekonstruktion und die klanglich entscheidende Intonation hätten sächsische Orgelbauer aufgrund ihrer Erfahrungen mit Silbermann-Orgeln die besten Voraussetzungen.
Da die Ausschreibung für den Orgelbau lief, war es der „Stiftung für den Wiederaufbau der Frauenkirche“ rechtlich nicht gestattet, sich zum Orgelbau zu äußern. Mit der Auftragsvergabe an die Straßburger Orgelmanufaktur Daniel Kern wurde der Orgelstreit gegen die Vertreter einer Silbermann-Rekonstruktion entschieden. Daraufhin gab Günter Blobel seine Ehrenmitgliedschaft im Kuratorium Frauenkirche aus Protest zurück, und die Dussmann-Stiftung widerrief ihre Finanzierungszusage von 1,5 Millionen Euro. Nach Bild- und Fotovorlagen wurde die Orgelempore dem zerstörten Original nachempfunden, so, wie die Restauratoren auch mit dem restlichen Kirchinnenraum verfahren waren. Drei Manuale (Hauptwerk, Oberwerk, Brustwerk) und der Grundbestand des Pedalwerks wurden in Anlehnung an die überlieferte Silbermann-Disposition gestaltet, allerdings mit zusätzlichen Stimmen und bei erweiterten Manual- und Pedalumfängen. Das Brustwerk wird jetzt vom vierten Manual angespielt. Zudem wurde eine Synthese der Bauweisen des in Sachsen tätigen Gottfried Silbermann und seines im Elsass arbeitenden Bruders Andreas Silbermann angestrebt. Hinzu kam ein im ursprünglichen Konzept nicht vorgesehenes, als Schwellwerk angelegtes Teilwerk (im neuen Konzept das dritte Manual). Es ist vor allem für die Interpretation nachbarocker Orgelliteratur gedacht. Das Schwellwerk stellt mit seinen Registern Klänge bereit, die sich im 19. und 20. Jahrhundert entwickelt haben, insbesondere die der französisch-romantischen Orgeltradition. Außerdem bekam das Instrument eine Reihe moderner Spielhilfen (Registercrescendo, Setzerkombination mit 8192 Speicherplätzen) und die heutige Stimmtonhöhe (a1 = 440 Hz).
Das vierte Manual kann zur Begleitung von Sängern und Instrumentalisten bei Alter Musik mit authentischen Instrumenten einen halben Ton tiefer (a1 = 415 Hz) gespielt werden. Dies geschieht über einen Transpositeur, indem die Verbindung zwischen den Manualtasten und der weiteren Traktur um einen Halbton (1 Taste) verschoben wird und für den tiefsten Ton Zusatzpfeifen existieren. Die gewählte Lösung verbindet zwei unterschiedliche Konzepte des gegenwärtigen Orgelbaus: die historisierende Stilorgel und die stilübergreifende Universalorgel. Die neue Orgel hat 4876 Pfeifen, 67 Register auf vier Manualen und Pedal und wurde im September 2005 fertiggestellt. Sie weist folgende Disposition auf: Im oberen Teil des Orgelprospekts der Frauenkirche befinden sich die beiden Posaunenengel des Bildhauers Quirin Roth, die den beiden Dresdner Literaten Kurt Martens und Victor Klemperer gewidmet sind.
| I Hauptwerk C–a3 |                    |         |
| 01.              | Principal          | 16′     |
| 02.              | Bordun             | 16′     |
| 04.              | Octave             | 08′     |
| 04.              | Viola di Gamba     | 08′     |
| 05.              | Rohrflöte          | 08′     |
| 06.              | Octave             | 04′     |
| 07.              | Spitzflöte         | 04′     |
| 08.              | Quinte             | 02 ⁄3′  |
| 09.              | Octave             | 02′     |
| 10.              | Terz               | 01 3⁄5′ |
| 11.              | Cornet V (ab c1) 0 |         |
| 12.              | Mixtur V           |         |
| 13.              | Zimbel IV          |         |
| 14.              | Fagott             | 16′     |
| 15.              | Trompete           | 08′     |
| 16.              | Clarine            | 04′     |

| II Oberwerk C–a3 |                 |        |
| 17.              | Quintade        | 16′    |
| 18.              | Principal       | 08′    |
| 19.              | Quintade        | 08′    |
| 20.              | Salicional      | 08′    |
| 21.              | Gedackt         | 08′    |
| 22.              | Octave          | 04′    |
| 23.              | Rohrflöte       | 04′    |
| 24.              | Nasat           | 02 ⁄3′ |
| 25.              | Octave          | 02′    |
| 26.              | Sesquialtera II |        |
| 27.              | Mixtur IV       |        |
| 28.              | Trompette       | 08′    |
| 29.              | Chalumeau       | 08′    |
|                  | Tremulant       |        |

| III Récit Expressif C–a3 |                        |     |
| 30.                      | Bourdon                | 16′ |
| 31.                      | Flûte harmonique       | 08′ |
| 32.                      | Viole de Gambe         | 08′ |
| 33.                      | Voix Celeste           | 08′ |
| 34.                      | Bourdon                | 08′ |
| 35.                      | Principal              | 04′ |
| 36.                      | Flûte octaviante       | 04′ |
| 37.                      | Octavin                | 02′ |
| 38.                      | Piccolo                | 01′ |
| 39.                      | Plein Jeu III–VI       |     |
| 40.                      | Cornet V (ab g)        |     |
| 41.                      | Basson                 | 16′ |
| 42.                      | Trompette harmonique 0 | 08′ |
| 43.                      | Basson-Hautbois        | 08′ |
| 44.                      | Voix Humaine           | 08′ |
| 45.                      | Clairon harmonique     | 04′ |
|                          | Tremolo                |     |

| IV Brustwerk C–a3 |            |        |
| 46.               | Gedackt    | 8′     |
| 47.               | Principal  | 4′     |
| 48.               | Rohrflöte  | 4′     |
| 49.               | Nasat      | 2 ⁄3′  |
| 50.               | Gemshorn   | 2′     |
| 51.               | Octave     | 2′     |
| 52.               | Terz       | 1 3⁄5′ |
| 53.               | Quinte     | 1 ⁄3′  |
| 54.               | Sifflet    | 1′     |
| 55.               | Mixtur III |        |
| 56.               | Vox humana | 8′     |
|                   | Tremulant  |        |

| Pedal C–g1 |               |     |
| 57.        | Untersatz     | 32′ |
| 58.        | Principalbass | 16′ |
| 59.        | Subbass       | 16′ |
| 60.        | Octavbass     | 08′ |
| 61.        | Bassflöte     | 08′ |
| 62.        | Octavbass     | 04′ |
| 63.        | Mixturbass VI |     |
| 64.        | Fagott        | 32′ |
| 65.        | Posaune       | 16′ |
| 66.        | Trompetenbass | 08′ |
| 67.        | Clarinenbass  | 04′ |

- Koppeln:
  - Normalkoppeln:  II/I, III/I, IV/I, III/II, IV/II, I/P, II/P, III/P, IV/P
  - Suboktavkoppeln:  II/I, III/I
  - Superoktavkoppel:  III/P
- Spielhilfen: Transpositeur IV (415 Hz), Setzerkombinationen (8192 Speicherplätze), Appels des anches I,II,III,P, Registercrescendo variabel, Crescendo Récit.

### Gemälde

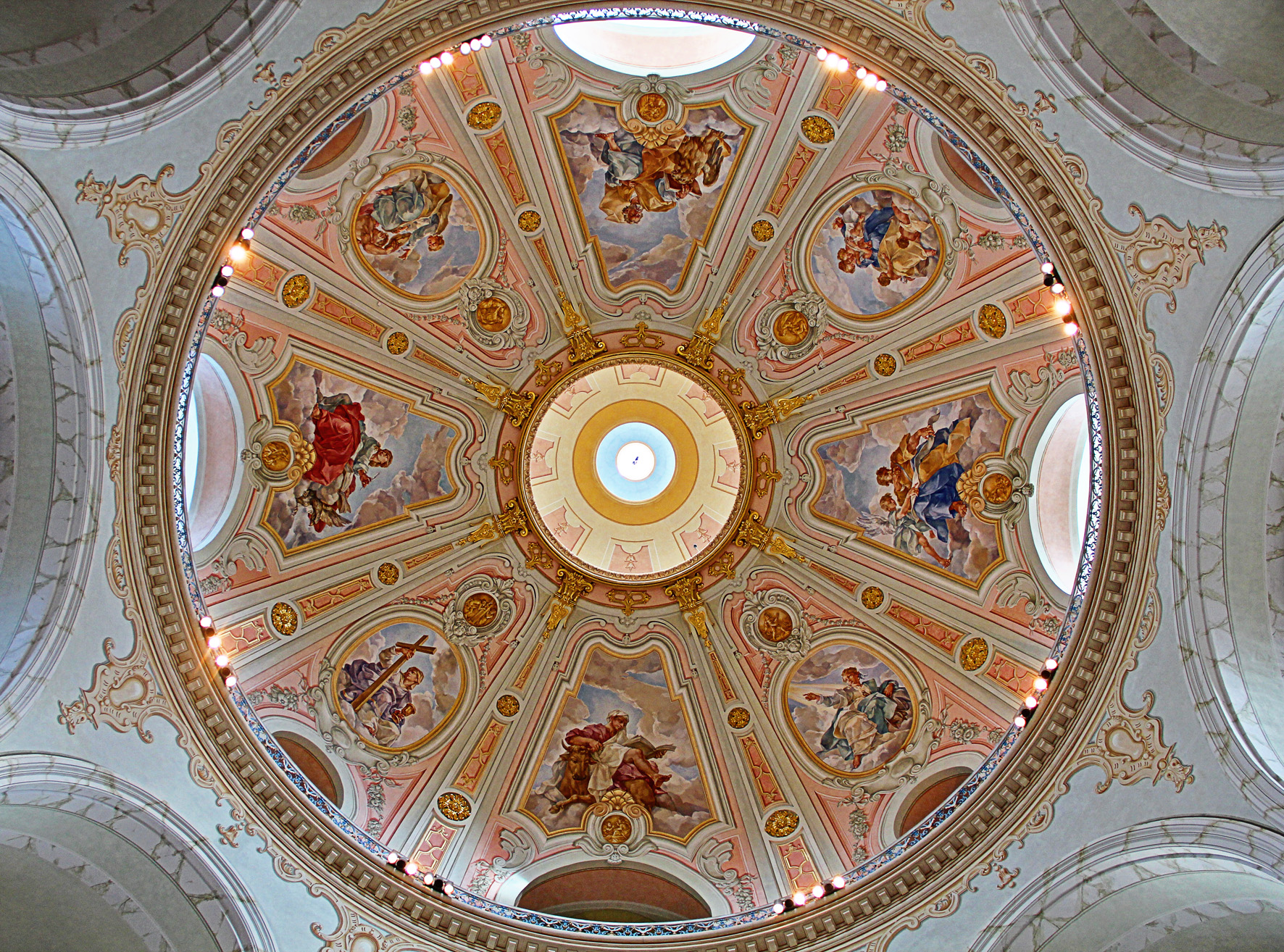
Kuppelgemälde

Die acht Gemälde in der Innenkuppel wurden ursprünglich 1734 vom italienischen Theatermaler Giovanni Battista Grone geschaffen. Sie stellten die Evangelisten Lukas, Matthäus, Markus und Johannes sowie Bildnisse der christlichen Tugenden Glaube, Hoffnung, Liebe und Barmherzigkeit dar. Ein erster Rekonstruktionsversuch schlug fehl, der Evangelist Johannes geriet zu bunt. Das Bild wurde deshalb abgeschlagen und die Fläche neu verputzt. Nach langem Auswahlverfahren bekam daraufhin der Maler Christoph Wetzel den Auftrag, die Innenkuppelgemälde möglichst stilgetreu wiederherzustellen. Als Vorlage für die acht Kuppelgemälde wurden Aufnahmen des Historischen Farbdiaarchivs zur Wand- und Deckenmalerei des Kunsthistorischen Zentralinstituts in München verwendet, die 1943 im Rahmen des „Führerauftrages Monumentalmalerei“ von der damals noch intakten Frauenkirche erstellt worden waren. Da das insgesamt 40.000 Bilder umfassende Archiv jedoch insbesondere in dem auf das Kriegsende folgenden Chaos zerstreut und unsachgemäß gelagert worden war, war unklar, inwieweit die Farben der Bilder dem tatsächlichen früheren Zustand entsprachen.
Christoph Wetzel studierte deswegen neben den vorhandenen bauhistorischen Archivalien, zeitgenössischen Aussagen und Rechnungslegungen andere erhaltene zeitnahe Kirchenraumausmalungen und Bildnisse in der sächsischen Region, in Süddeutschland, Österreich und in Venedig, um eine größtmögliche Annäherung an das ursprüngliche Erscheinungsbild der Innenkuppel mit den Gemälden von Grone zu erreichen. Für die Wiedergewinnung der barocken Innenraumfarbgestaltung der gesamten Kirche war der Restaurator Peter Taubert hauptverantwortlich. Er studierte mit Sven Taubert ebenfalls die vorhandenen Archivmaterialien und besuchte historische Kirchenausmalungen in der sächsischen Region mit Prof. Dr. Magirius, Herrn Archt.Gottschlich, Herrn Archt, Kind sowie Restaurator Hans Riedel und letztlich zusammen mit Christoph Wetzel und Sven Taubert historische Bauten, Museen und Kirchen in Süddeutschland, Österreich, Venedig und im Vatikan.

### Glocken und Uhren
Durch die Glockengießerei Bachert in Karlsruhe wurden 2002 zunächst sieben neue Kirchenglocken gegossen. Aufgrund zu dick geratener Teile der Glockenzier war bei allen bis auf die große Jesajaglocke der Teiltonaufbau unrein, sodass ein erneuter Glockenguss 2003 erforderlich war. Die Klöppel stammen von der Gießerei Rosswag. Die 1518 gegossene Marienglocke des Meisters Martin Hilliger ist die einzige erhaltene der vier Glocken, die die Frauenkirche bis zum Zweiten Weltkrieg hatte. Nach ihrem Guss hatte die Glocke ihren Platz im Kloster Altzella und war dort die größte Glocke des dreistimmigen Hauptgeläuts. Im Zuge der Säkularisation des Klosters 1539 verteilte Kurfürst August die Glocken eher zufällig, die Marienglocke fand ihren Platz an der alten Dresdner Frauenkirche. Die dort im Zuge der Reformation eingestellten Gottesdienste wurden 1557 wieder aufgenommen. In dem Zusammenhang erhielt die Frauenkirche ein dreistimmiges Geläut mit der Marienglocke, die dort bis 1722 läutete. 1727 wurde die alte Frauenkirche abgetragen, zwischen 1726 und 1743 die heutige Frauenkirche gebaut. In dieser hingen neben der Marienglocke drei größere Glocken von 1619, 1733 und 1734.
Nach dem Einschmelzen von Glocken für Rüstungszwecke im Ersten Weltkrieg erhielt die Frauenkirche drei neue Bronzeglocken als Ersatz. Die Marienglocke wurde 1926, angeblich wegen ihres unreinen Tons, ausgemustert und an die Kirche der Landesanstalt Hubertusburg veräußert. So entging sie der Zerstörung im Zweiten Weltkrieg.

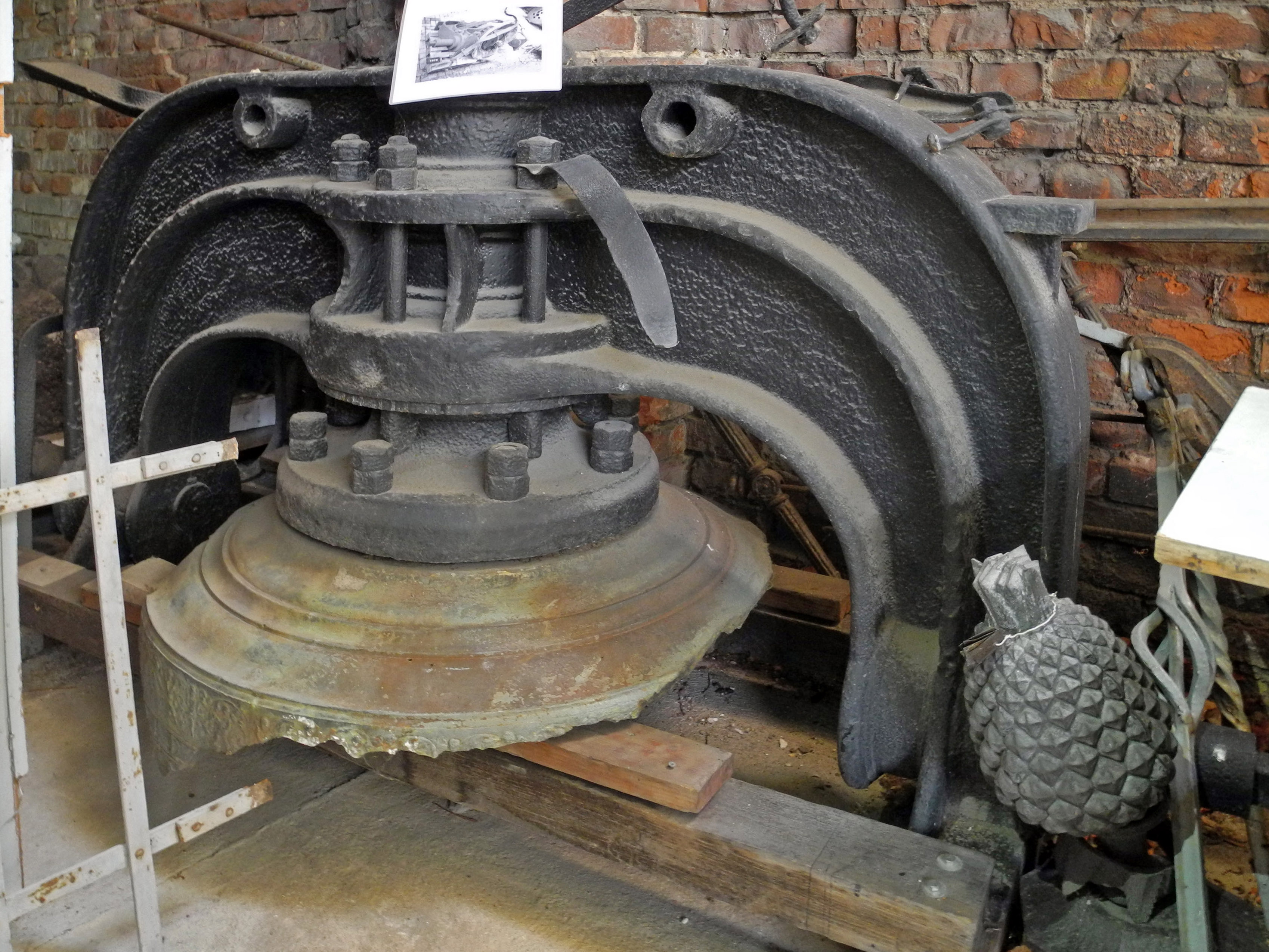
Reste der beim Einsturz der Frauenkirche zerstörten Glocke, jetzt im Lapidarium Dresden eingelagert.

Im Zweiten Weltkrieg wurden drei Glocken der Frauenkirche erneut zur Waffenherstellung eingeschmolzen. Eine vierte Glocke blieb im Bauwerk und ging beim Einsturz am 15. Februar 1945 verloren.
Die Marienglocke wurde nach dem Zweiten Weltkrieg an die Kirche Wermsdorf verschenkt. Diese gab den Klangkörper wiederum an die Kirchgemeinde Dittmannsdorf weiter. 1998 kehrte die Glocke nach Dresden zurück, wo sie in einem provisorischen Holzturm neben der Frauenkirche hing. Zusammen mit den sieben neuen Glocken bildet sie nun ein achtstimmiges Geläut, wobei die alte Marienglocke nicht in die Disposition des neuen Geläuts aufgenommen worden ist. Das fünfte in der wechselvollen Geschichte der Frauenkirche erklang erstmals am Pfingstsonnabend 2003. Das Geläut zählt zusammen mit denen der russisch-orthodoxen Kirchen zu Dresden und Leipzig sowie der dortigen Nikolaikirche zahlenmäßig zu den größten in Sachsen.
Im Turm C mit den drei Zifferblättern befindet sich eine der beiden mechanischen Turmuhren. Das aus der Kirche zu Lohmen stammende Uhrwerk wurde 1919 in der Meißner Turmuhrenfabrik Otto Fischer hergestellt, wie auch das vormalige Turmuhrwerk der Frauenkirche, das 1945 zerstört wurde. Der Uhrschlag wird zu jeder Viertelstunde und zur vollen Stunde ausgelöst. Im Anschluss daran wird von einem zweiten Uhrwerk in Turm E die Anzahl der vollen Stunden auf einer anderen Glocke wiederholt. Zwischen den Glockenstuben, gegenüber Eingang D, erhält man den ausgewogensten Klangeindruck.
| Nr. | Name                           | Gussjahr | Gießer          | Durchmesser (mm) | Gewicht (kg) | Schlagton | Turm |
| --- | ------------------------------ | -------- | --------------- | ---------------- | ------------ | --------- | ---- |
| 1   | Jesaja – Friedensglocke        | 2002     | Albert Bachert  | 1.404            | 1.750        | d1 +2     | C    |
| 2   | Johannes – Verkündigungsglocke | 2003     | Albert Bachert  | 1.251            | 1.228        | e1 +3     | E    |
| 3   | Jeremia – Stadtglocke          | 2003     | Albert Bachert  | 1.086            | 900          | g1 +2     | E    |
| 4   | Josua – Trauglocke             | 2003     | Albert Bachert  | 964,5            | 645          | a1 +2     | E    |
| 5   | Maria – Gedächtnisglocke       | 1518     | Martin Hilliger | 846              | 328,5        | b1 −5,5   | E    |
| 6   | David – Gebetsglocke           | 2003     | Albert Bachert  | 850              | 475          | c2 +4     | C    |
| 7   | Philippus – Taufglocke         | 2003     | Albert Bachert  | 785              | 392          | d2 +4     | C    |
| 8   | Hanna – Dankglocke             | 2003     | Albert Bachert  | 694              | 291          | f2 +6     | C    |

Glocke 1, Jesaja – Friedensglocke:
- SIE WERDEN IHRE SCHWERTER ZU PFLUGSCHAREN MACHEN [Jes 2,4]
- Auferstandener Christus, Schwerter umbiegen zu Pflugscharen, Schmelztiegel, Zerstörung des WTC, Felsenlandschaft mit Raketensilos
- Vision des Friedensreiches [Jes 11,6ff; 65,25]
- Trauernde

Glocke 2, Johannes – Verkündigungsglocke:
- BEREITET DEM HERREN DEN WEG [Mt 3,3]
- Johannes der Täufer neben Stadtarchitektur
- Taufe Jesu
- Jesus und die Samariterin am Jakobsbrunnen [Joh 4]
- Heilungs des blinden Mannes [Joh 9]
- Lot und seine Töchter [Gen 19]
- offene Tore

Glocke 3, Jeremia – Stadtglocke:
- SUCHET DER STADT BESTES [Jer 29,7]
- Jeremia mit Frauenkirche im Aufbau und Altstadthäusern
- Lebensbaum in Pyramide
- geknicktes Rohr [Jes 42,3]
- DIE STADT SOLL AUF IHREM SCHUTTHÜGEL AUFGEBAUT WERDEN, DIE BURG AUF IHREM ALTEN PLATZ STEHEN [Jer 30,18]
- LOBGESANG WIRD DORT ERSCHALLEN, DIE STIMME FRÖHLICHER MENSCHEN [Jer 30,19]

Glocke 4, Josua – Trauglocke:
- ICH UND MEIN HAUS WOLLEN DEM HERRN DIENEN [Jos 24,15]
- Darstellung aus Kreuz [Ez 37], Eheringen, Paar, Labyrinth, Pyramide, Sternennebel, spiralförmiger Turm
- Abraham vor dem Sternenhimmel [Gen 15]
- DER HERR RETTET
- Kruzifix

Glocke 5, Maria – Gedächtnisglocke:
- 1518 . afe . maria . gracia . plena . domynvs . thekvm . mader . myseri . kortie . mcccccxviii . jar [„Gegrüßet seist du, Maria, voll der Gnade, der Herr ist mit dir, Mutter der Barmherzigkeit.“ – Lk 1,28 / Salve Regina]

Glocke 6, David – Gebetsglocke:
- ERHÖRE MEIN GEBET [Ps 4,2]
- David und Saul
- Davidstern
- Samuel tadelt Saul [1 Sam 13]

Glocke 7, Philippus – Taufglocke:
- EIN HERR EIN GLAUBE EINE TAUFE [Eph 4,5]
- Auferstandener Christus / Philippus tauft den Äthiopier [Apg 8,26f]
- ICH KENNE DEINE WERKE UND DEINE MÜHSAL UND DEINE GEDULD ABER ICH HABE GEGEN DICH, DASS DU DEINE ERSTE LIEBE VERLÄSST TUE BUSSE UND TUE DIE ERSTEN WERKE [Offb 2,2]
- Engel

Glocke 8, Hanna – Dankglocke:
- MEIN HERZ IST FRÖHLICH IN DEM HERRN [1 Sam 2,1]
- Hanna erhebt den neugeborenen Samuel
- Samuel salbt David [1 Sam 16][66]

Schlagen der Turmuhr:
- Viertelstunden, je ein Schlag auf Hanna
- volle Stunden, ein Schlag je angefangene Stunde auf David
- Wiederholung der vollen Stunden auf Josua
- Nach der vollen Stunde wird 2 Minuten mit dem Läuten gewartet, nach den übrigen Zeitschlägen 1 Minute.

Gebetsläuten:
- Täglich, 3 Minuten: um 7.02 Uhr mit David, um 12.02 Uhr mit Jesaja[67] und um 18.02 Uhr mit Jeremia
- Am Vorabend der Sonn- und Festtage um 18.02 Uhr statt Jeremia Einläuten mit den jeweils vorgesehenen Glocken des Zusammenläutens zum Hauptgottesdienst; zuerst einzeln von klein nach groß, danach von der letzten Glocke an aufsteigend gemeinsam.[68]

Geläut vor Gottesdiensten:
- Vorläuten halbe Stunde vor Beginn des Hauptgottesdienstes, 10 Minuten:
  - Weihnachten, Ostern, Pfingsten: Jesaja, Johannes und Jeremia
  - Erster Advent, Altjahrsabend, Neujahr, Epiphanias, Palmsonntag, Christi Himmelfahrt, Trinitatis, Kirchweihfest, Erntedankfest, Reformationstag, Ewigkeitssonntag: Johannes, Jeremia und Josua
  - übrige Sonntage im Advent und in der Passionszeit sowie Buß- und Bettag: Jesaja und Jeremia
  - Sonntage in der Osterzeit: Johannes und Jeremia
  - übrige Sonntage und Werktage: Josua und David[69]
- Zusammenläuten vor Beginn des Hauptgottesdienstes, 10 Minuten:
  - Pfingstsonntag und -montag: alle acht Glocken
  - Osternacht 5.45 bis 6.00 Uhr, Ostersonntag und -montag, Christvesper, Weihnachten: alle Glocken ohne Maria
  - Erster Advent, Altjahrsabend, Neujahr, Epiphanias, Palmsonntag, Christi Himmelfahrt, Trinitatis, Kirchweihfest, Erntedankfest, Reformationstag, Ewigkeitssonntag: alle Glocken ohne Maria und Jesaja
  - übrige Sonntage im Advent und in der Passionszeit sowie Buß- und Bettag: Hanna, Maria, Jeremia und Jesaja (sog. Maria-Geläut)
  - Sonntage in der Osterzeit: David, Josua, Jeremia und Johannes
  - übrige Sonntage: Hanna, Philippus, David und Josua
  - Werktage: Josua, David und Philippus

- Zusammenläuten vor Beginn von Andachten, 10 Minuten:
  - in der Osterzeit: Jeremia, Josua und David[70]
  - in der übrigen Zeit: David, Philippus und Hanna[71]

Besonderes Geläut:
- Karfreitag zur Sterbestunde Christi um 15.02 Uhr, 5 Minuten: Hanna, Maria, Jeremia und Jesaja, danach Glockenschweigen bis zur Osternacht
- Gedenken an die Zerstörung Dresdens am 13. Februar um 21.46 Uhr: alle acht Glocken[72]
- Neujahrsnacht 24.00 bis 0.15 Uhr: alle Glocken ohne Maria[64]

### Taufe
Die barocke Frauenkirche hatte keine „Taufe“ (in Sachsen für Taufbecken), weil das Taufrecht von der Kreuzkirche beansprucht und wahrgenommen wurde. Erst im ausgehenden 19. Jahrhundert wurde ein Taufstein aufgestellt, der 1945 beim Einsturz zerstört wurde. Im Zuge der Wiederherstellung des Innenraums war zunächst angestrebt worden, die nur wenig ältere Taufe von Johann Christian Feige aus der Freiberger Petrikirche für die Frauenkirche zu gewinnen. Da diese dort ebenfalls zu dem zwar veränderten, aber dennoch nachvollziehbaren barocken Raumkonzept gehört und deswegen von der Gemeinde nicht freigegeben wurde, bot die Petrigemeinde den etwas jüngeren Taufstein aus der Freiberger Nikolaikirche an. Dieser stand nach der Zusammenlegung der Nikolai- mit der Petrigemeinde in den 1970er-Jahren und der Entweihung der Nikolaikirche durch die Gemeinde ungenutzt in einem Nebenraum der Petrikirche. Die nunmehr in der Dresdner Frauenkirche aufgestellte hölzerne Taufe wurde im Zuge des Barockumbaus der Nikolaikirche zu Freiberg von Johann Gottfried Stecher (1718–1776) aus Hainichen im Jahr 1753 geschaffen und am 25. Januar 1754 geweiht. Für die Nutzung in der Frauenkirche wurde die spätbarocke, auf die Nikolaikirche Freiberg abgestimmte Farbfassung durch eine sich auf die Farbgestaltung des Innenraums der Frauenkirche beziehende Weiß-Gold-Fassung ersetzt.

## Nutzung

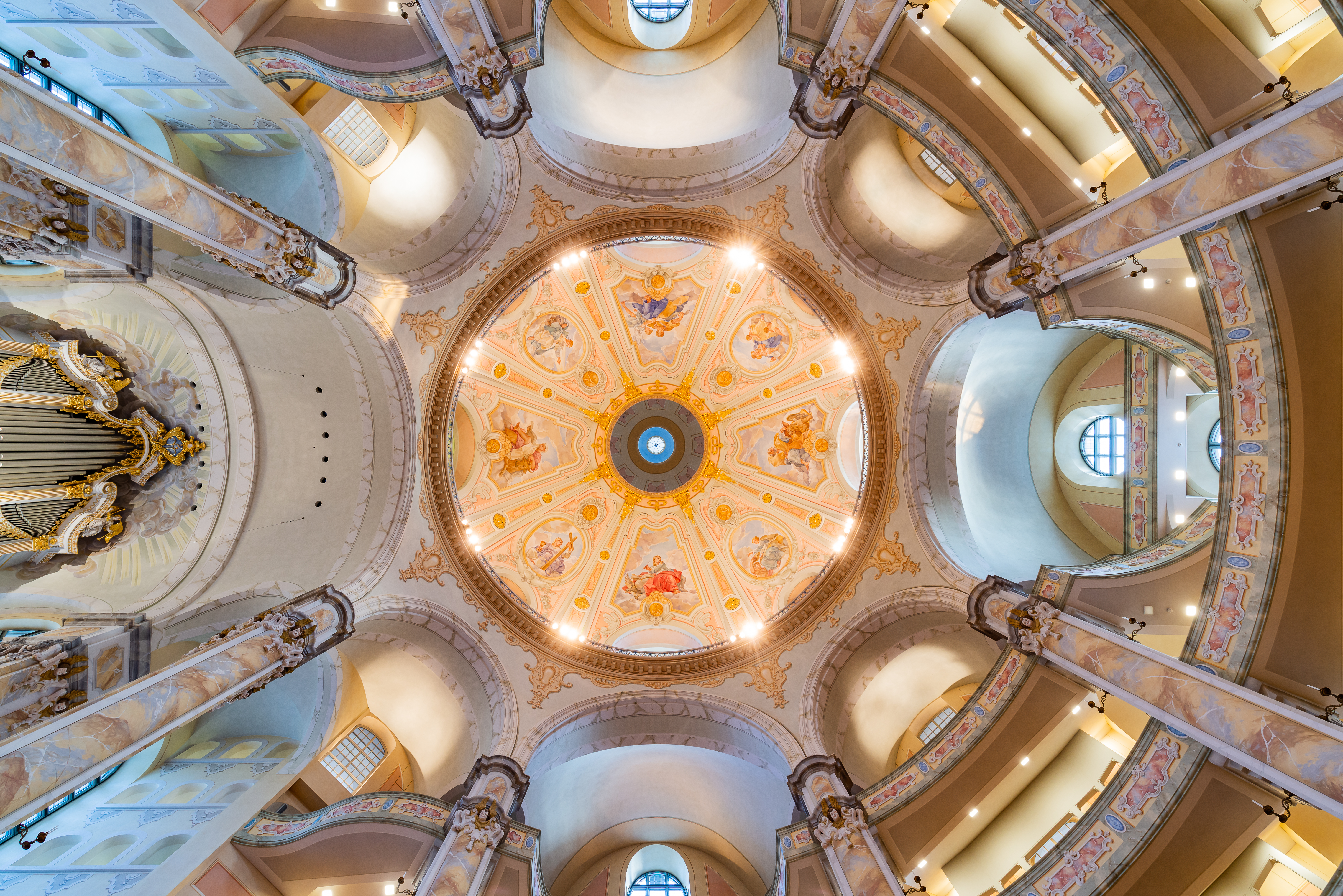
Innenansicht, Blick zur Kuppel

### Gottesdienste
Die Frauenkirche wird von zwei Pfarrern (Pfarrerin Angelika Behnke, Pfarrer Markus Engelhardt) der Evangelisch-Lutherischen Landeskirche Sachsens betreut, deren Pfarrstellen auf zwölf Jahre begrenzt sind. Die Kirche steht Dresdnern wie Touristen als „City-Kirche“ offen, sie hat keine eigene Kirchgemeinde. Die sonntäglichen Gottesdienste um 11 Uhr und 18 Uhr sowie werktägliche Mittags- und Abendandachten mit Orgelmusik bilden die Grundpfeiler des kirchlichen Lebens an der Frauenkirche. Die Gottesdienste werden vom Kammerchor der Frauenkirche Dresden und dem großen Chor der Frauenkirche Dresden unter der Leitung von Kantor Matthias Grünert und dem Organisten der Frauenkirche Niklas Jahn musikalisch gestaltet. Regelmäßige Sonntagsmusiken, Orgelkonzerte und zahlreiche geistliche Konzerte ergänzen das kirchenmusikalische Angebot. Ebenso sind kirchliche Trauungen und Taufen in der Frauenkirche möglich.
Die Frauenkirche ist täglich von 10 bis 18 Uhr zur Besichtigung geöffnet, allerdings mit regelmäßigen Einschränkungen bei Veranstaltungen und Konzertproben. Die Unterkirche ist als Raum der Stille konzipiert; ein Seitenraum der Unterkirche ist ausschließlich als Gebetsraum vorgesehen. Im ersten Jahr seit der Weihe hatte die Frauenkirche 2,5 Millionen Besucher. Jährlich am Vorabend des Heiligen Abends wird am 23. Dezember vor der Frauenkirche eine weihnachtliche Vesper abgehalten. 1993 fand sie erstmals vor dem damals gerade aus den Trümmern geborgenen Altar statt. Zunächst ins Leben gerufen, um Spenden für den Wiederaufbau zu sammeln, kamen in den folgenden Jahren immer mehr Besucher. So wird die Vesper seit der Fertigstellung der Kirche auch weiterhin vor der Kirche fortgeführt. Heute kommen jährlich mehr als 15.000 Teilnehmer, regelmäßige Gäste sind unter anderem der Ministerpräsident Sachsens, der Landesbischof sowie der Oberbürgermeister. Von Anfang an wirkt Ludwig Güttler mit seinem Blechbläserensemble mit, der auch die musikalische Gesamtleitung innehat. Ebenfalls seit der ersten Vesper wirkte Gunther Emmerlich als Solist mit, der wenige Tage vor der Vesper 2023 starb. In Gedenken an ihn wurde für diese Vesper seine Stimme absichtlich nicht nachbesetzt und sein Stuhl leergelassen. Die Vesper ist der größte regelmäßige Open-Air-Gottesdienst Deutschlands. Seit 2012 wird sie im MDR Fernsehen übertragen.

### Pfarrer und Pfarrerinnen
- 2000–2006: Stephan Fritz
- 2007–2020: Sebastian Feydt
- 2021–: Angelika Behnke und Markus Engelhardt[78]

### Musik
Im Weihejahr 2005 gründete der damals neu berufene Frauenkirchenkantor Matthias Grünert zwei Chöre und ein Instrumentalensemble, um das kirchenmusikalische Leben facettenreich gestalten zu können und der Frauenkirche einen eigenen Klang zu geben. Es handelt sich dabei um den Kammerchor der Frauenkirche Dresden, den Chor der Frauenkirche Dresden und das Ensemble Frauenkirche Dresden. Inzwischen prägen diese drei Klangkörper, die auch auf Gastspielen und Tonträngern zu hören sind, ganz wesentlich den eigenen Klang der Frauenkirche.

### Organisten
- 2005–2024: Samuel Kummer
- 2024–: Niklas Jahn